# Les Aventures de Buck Danny
Cet article concerne la série Buck Danny. Pour le personnage, voir Buck Danny (personnage).
 (octobre 2009).
Si vous disposez d'ouvrages ou d'articles de référence ou si vous connaissez des sites web de qualité traitant du thème abordé ici, merci de compléter l'article en donnant les références utiles à sa vérifiabilité et en les liant à la section « Notes et références ».

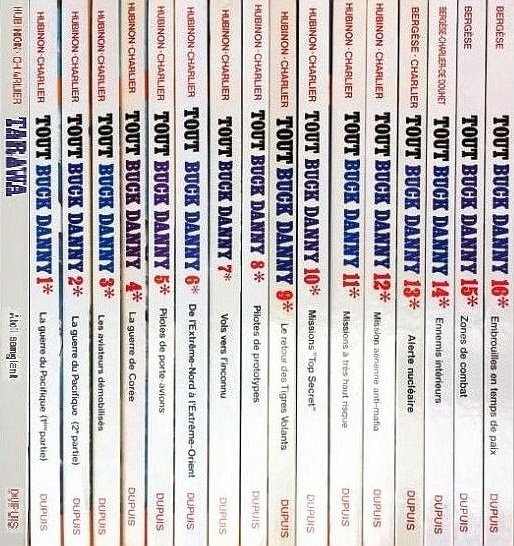
Intégrale Buck Danny.

Les Aventures de Buck Danny est une série de bande dessinée belge d'aviation créée par Jean-Michel Charlier et Victor Hubinon, parue depuis 1947 dans l'hebdomadaire Spirou et publiée en 60 albums depuis 1948 par l'éditeur belge Dupuis. Ses héros (de fiction) sont trois aviateurs militaires américains (Buck Danny, Sonny Tuckson et Jerry Tumbler) qui, aux commandes de leurs avions, vivent de nombreuses aventures. Leurs péripéties couvrent, entre autres, la majorité des conflits auxquels ont participé les forces armées américaines, depuis la Seconde Guerre mondiale jusqu'à la guerre de Bosnie. Georges Troisfontaines participa également à la création mais de manière très limitée, accessoire et non significative (quelques planches du premier album). La série se présente dans la lignée des recueils des aventures de l'aviateur britannique Biggles parues dès 1932 - mais celles-ci ne seront adaptées et éditées en BD que bien plus tard.

## Historique

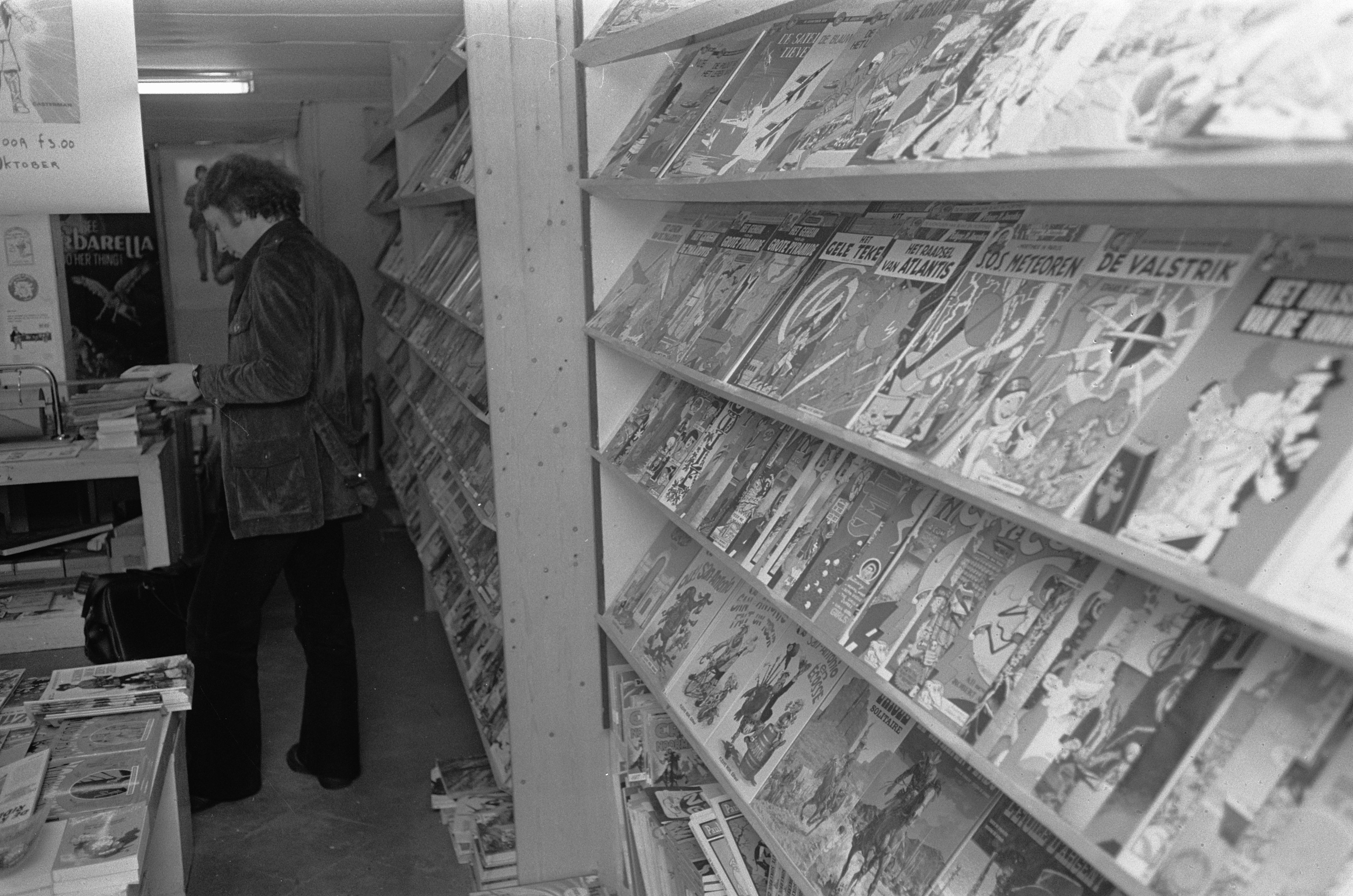
Librairie Lambiek à Amsterdam en 1973 avec des albums de Blake et Mortimer (milieu), de Buck Danny (haut), de Blueberry (bas), de 'Barbarella (affiche en arrière-plan), etc.

Au cours des années 1940, Victor Hubinon et Jean-Michel Charlier travaillent séparément pour la World Press, une agence belge dirigée par l'homme d'affaires Georges Troisfontaines. Celui-ci leur propose de s'associer. Les deux hommes signent tout d'abord L'Agonie du Bismarck, un récit de guerre sur la poursuite du cuirassé Bismarck qui est publié dans le Journal de Spirou en 1946. Ils réalisent également Tarawa : Atoll sanglant, un récit historique publié en Belgique de fin 1948 à fin 1949 dans l'hebdomadaire Moustique, qui relate la prise de l'atoll de Tarawa dans le Pacifique par les troupes américaines durant la Seconde Guerre mondiale. Hubinon et Charlier poursuivent leur collaboration avec la création de la série Buck Danny, dont la première aventure paraît dans Spirou à partir du no 455 du 2 janvier 1947. Georges Troisfontaines est encore présent aux débuts de la série, écrivant les douze premières planches des Japs attaquent, mais il n'intervient plus par la suite.
Mêlant tout à la fois références historiques authentiques et fiction la plus débridée, cette suite d'aventures se classe d'emblée parmi les plus importantes de la bande dessinée franco-belge. Comme dans Bob Morane d'Henri Vernes (mais six ou sept ans avant lui), les auteurs ont pris pour modèles des pilotes, héros de la Seconde Guerre mondiale, à l'époque encore fraîche dans les mémoires. Ils s'inspirent de leur propre expérience de pilotes : tous deux sont de jeunes pilotes brevetés et ils ont travaillé en tant que tels pour la Sabena, compagnie nationale belge, ce qui donne à la série une véracité technique très appréciée. Pendant leurs débuts, ou période de « vaches maigres », comme aimait à le dire Jean-Michel Charlier, Victor Hubinon passait des heures sur son carnet de croquis afin de ne pas perdre la main et ils partageaient le couchage de la sorte : « À toi le matelas, à moi le sommier ! » (Jean-Michel Charlier).
Ils réalisent également de courts récits de Buck Danny publiés dans Risque-Tout, un journal hebdomadaire de bande dessinée fondé par Georges Troisfontaines et paru entre le 24 novembre 1955 et le 1er novembre 1956 aux éditions Dupuis.
Au début de l'année 1956, plusieurs auteurs mécontents de leur traitement par les éditeurs, décident de signer une charte pour la formation d'un syndicat d'auteurs. Ayant eu vent du projet, Georges Troisfontaines décide de licencier arbitrairement René Goscinny, Albert Uderzo et Jean-Michel Charlier. Ce départ s'accompagne de représailles de la part des éditeurs : durant deux ans, les trois frondeurs ne parviennent plus à trouver du travail dans l'édition. Pour vivre, Jean-Michel Charlier doit enchaîner les petits boulots comme le démarchage au porte-à-porte.
En 1958, l'agence où travaille Jean-Michel Charlier s'associe avec Radio Luxembourg pour le premier numéro de Pilote qui sort le 29 octobre 1959, et Charlier y scénarise une nouvelle série proche de Buck Danny et appelée à devenir célèbre : Les Aventures de Tanguy et Laverdure dessinée par Albert Uderzo.
En 1979, Victor Hubinon décède après avoir dessiné 40 albums de Buck Danny dont le dernier est Ghost Queen. Après quelques années d'interruption, Buck Danny reprend du service en 1983 pour l'aventure en trois tomes Alerte nucléaire édité par Novedi et animé par Francis Bergèse, déjà connu du monde aéronautique en ayant effectué son service militaire dans l'ALAT (Aviation légère de l'armée de terre) et graphiquement par sa collection d'images « mes avions de papiers », et toujours scénarisé par Charlier auquel il avait déjà adressé des essais de B.D. à l'époque où il dirigeait le magazine Pilote. L'illustrateur réalise une nouvelle aventure en 1988: Les « Agresseurs ». Il commence ensuite un nouvel épisode, Les oiseaux noirs, interrompu par la mort de Charlier, en 1989 ; les planches 1A à 16B, le scénario des planches 17 à 23 et les croquis de ce numéro inachevé sont dans le recueil d'albums no 14 Ennemis Intérieurs édité par Dupuis. Bergèse s'est toujours refusé à continuer ce numéro inachevé, ne connaissant pas les tenants et aboutissants du scénario engagé par Jean-Michel Charlier. Le célèbre aviateur n'a malgré tout pas dit son dernier mot, et le scénario de la série est repris, pour un album, par Jacques de Douhet, puis est assuré par Francis Bergèse lui-même. Comme Jean-Michel Charlier auparavant, il se rend compte qu'un nombre de planches standard ne permet pas de développer un scénario digne des personnages et s'engage dans la réalisation d'un numéro double (Zone interdite et Tonnerre sur la cordillère) en reprenant comme site un pays né de l'imagination de Jean-Michel Charlier, déjà connu de B. Danny pour le premier épisode dessiné par Bergèse ainsi que de Tanguy et Laverdure dans l'épisode Les Anges Noirs, autres pilotes célèbres de Jean-Michel Charlier : le Managua, situé en Amérique Centrale.
Frédéric Bergèse, fils de Francis Bergèse, a travaillé comme coloriste sur certains albums de la série.
En 2007, Francis Bergèse annonce que la 52e aventure de Buck Danny, sortie en février 2008, sera la dernière qu'il réalisera. À partir du tome 53, la série est reprise par le duo Frédéric Zumbiehl (scénario) et Francis Winis (dessin). Le titre est Cobra noir, paru en novembre 2013,.
Quelques semaines après la publication du tome 53, Cobra noir, les éditions Zéphyr, en collaboration avec Dupuis, proposent une série dérivée « Classic » dont le contenu renvoie à la période culte de Buck Danny. Tout d'abord deux tomes à l'époque de la guerre de Corée, puis deux relatifs à la fin de la seconde guerre mondiale dans le Pacifique, puis deux liés à la guerre froide se déroulant dans le bloc de l'est.
À partir de 2015, il est annoncé que le nouveau dessinateur de la série sera désormais Gil Formosa , qui prend donc la place de Francis Winis.
En 2017, pour les 70 ans de la série, l'album Les oiseaux noirs qui aurait dû être le 45ème de la série et laissé inachevé en 1988 par Jean-Michel Charlier (23 pages rédigées) et Francis Bergèse (16 planches) est repris au dessin par Francis Bergèse avec le scénariste courant de la série, Frédéric Zumbiehl (Buck Danny et Buck Danny « Classic ») et le scénariste de Tanguy et Laverdure « Classic », Patrice Buendia avec le soutien de Michèle Hubinon et de Philippe Charlier. Ce premier tome est suivi d'un second, cette fois dessiné par André Le Bras et toujours écrit par Frédéric Zumbiehl et Patrice Buendia.
Une nouvelle collection, baptisée « Origines » et vouée à l'évocation des débuts de la carrière de Buck Danny, apparaît chez Dupuis en janvier 2022 avec Le Pilote à l’aile brisée, dessiné par Giuseppe De Luca sur un scénario de Yann. L'album est publié juste avant le festival d'Angoulême. Le second opus, intitulé Le fils du Viking Noir, parait en mars 2023.

## Les personnages

### Les héros

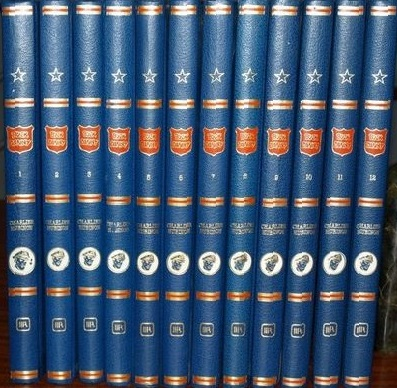
Buck Danny aux éditions Rombaldi (12 des 15 albums).

Les trois héros de cette série sont  Buck Danny, Sonny Tuckson et Jerry Tumbler .
- Buck Danny est évidemment le personnage central de la série, à laquelle il donne son nom. Grand, blond, athlétique et beau garçon (son modèle est Georges Troisfontaines), il représente dans l'imaginaire collectif l'archétype du pilote de chasse, ardent défenseur de son pays et de la bannière étoilée. Après l’attaque de Pearl Harbor et dès le début de la guerre du Pacifique, Buck Danny s'engage dans l'aviation américaine comme pilote de l'aéronautique navale (US Navy). D’une trempe d’acier, d’un courage héroïque mais toujours réfléchi, il n’hésite jamais à risquer sa vie pour sauver ses camarades et pour accomplir son devoir.
Il est aussi celui dont le grade monte le plus vite au fil des albums. Tout au moins jusqu'au grade de colonel, atteint dans l'United States Air Force en février 1954 dans la parution hebdomadaire de Avions sans pilotes (vers 1952 dans le contexte historique de la guerre de Corée) et auquel Buck Danny est délibérément et désormais bloqué par les scénaristes. En effet l’attribution des étoiles de général (le grade suivant) l'aurait par la suite écarté (et l'écarterait encore) des fonctions de pilote opérationnel. Du fait, dès l'album suivant (Un avion n'est pas rentré), il se trouve systématiquement chef des escadrilles dans lesquelles il est versé et occupe régulièrement la fonction de CAG (Commander Air Group) à bord des porte-avions sur lesquels il opère. Cette fonction n'est jamais clairement montrée (par exemple par le port du polo jaune réglementaire marqué "CAG") mais elle est parfois mentionnée par ses supérieurs ("C'est vous le chef avia du bord, pas vrai ?").
Après la bataille de Midway, dans le troisième épisode (La Revanche des Fils du Ciel), il est muté dans l'escadrille des Tigres volants de Claire Chennault dans laquelle il rencontre Jerry Tumbler et Sonny Tuckson, d'abord personnages secondaires, qui deviendront au fil des épisodes ses inséparables amis. Jusqu'à la fin de la Seconde Guerre mondiale et après, ils participeront ensemble à bon nombre d'opérations, toutes plus risquées les unes que les autres, aux quatre coins du monde. Après la première saga de six albums prenant place durant la Seconde Guerre mondiale, et où ces comparses apparaissent parmi d'autres, une seconde série de trois albums décrivant leurs aventures au Proche-Orient (Les Trafiquants de la mer rouge, Les Pirates du désert, Les Gangsters du pétrole) isole et soude définitivement le trio, et fixe les caractères et traits de ces trois héros.
- Sonny Tuckson (d’abord prénommé « Sony » avec un seul « n » puis rebaptisé « Sonny ») est au contraire une sorte de faire-valoir divertissant. Petit, roux, braillard, provenant d'une famille originaire d'Irlande et né au Texas, dont il garde un « épouvantable accent », fréquemment affamé et gourmand invétéré (il trouve même les escargots à la française délicieux (La nuit du serpent)), il commet toutes les gaffes et c'est sur lui, bien sûr, que s'abattent toutes les petites misères. À partir du 24e album il se retrouve fréquemment affublé de fiancées (ou de petites amies) invariablement ahurissantes, difformes ou idiotes, causes d'inéluctables catastrophes. Ses gaffes lui valent régulièrement d'encourir des sanctions de la part de la hiérarchie militaire. Mais, avec un amical humour, Tumbler et Danny en atténuent souvent la portée par le montage de plaisanteries à ses dépens. Il essaie en retour de les piéger mais finit toujours comme le dindon de la farce. Le chien O'Connor de l'amiral Walker lui en fait également voir de toutes les couleurs. Excellent pilote au demeurant, il parvient pour cette raison à toujours réparer ses fautes. S'il est très sensible au prestige de l'uniforme, il n'en est pas moins amateur du port de tenues pitoresques qu'il semble être le seul à apprécier. En tant que Texan, il monte très bien à cheval mais est un piètre tireur lorsqu'il manie le colt (Sabotage au Texas). Le tome 3 de la série Origines présente l'enfance de Sonny : il grandit à Chicago et devient orphelin à cause des gangsters. Il est ensuite recueilli dans la ferme de son oncle au Texas et découvre l'aviation avec un avion d'épandage agricole Boeing-Stearman Model 75,.
- Plus discret, le personnage de Jerry Tumbler est moins marqué (bien que toujours présent). Circonspect, prudent voire méfiant, mais non dénué d'humour (un humour qui s'exerce parfois aux dépens de Sonny Tuckson), il apparaît comme une sorte de « double », brun et plus effacé, du blond Danny, qu'il seconde fidèlement. Séparé de ses comparses dans L'Escadrille Fantôme, il a droit à sa propre trame durant laquelle il porte secours à Cindy McPherson et provoque la destruction de la base aérienne de Lady X (camouflée en scierie). Signe latent de sa discrétion, on n'apprend son prénom (Jerry) que tardivement. À la différence de ses deux fidèles compagnons, il n'est nommé, dans les premiers albums de la série, que par son patronyme, « Tumbler » (ou par le diminutif de « Tumb »). Ce n’est qu’à partir du moment où Bergèse a succédé à Hubinon que Tumbler est plus fréquemment appelé par son prénom. On apprend dans Top secret (planche 17) qu'il connaît la langue allemande « à fond ».

### L'ennemie jurée, «Lady X»
L'ennemi récurrent, dont Buck Danny et ses amis arrivent in extremis à contrecarrer les projets, est, dans cette série, une femme qui se fait toujours appeler « Lady X » (Jane Hamilton à l'état-civil). Elle apparaît pour la première fois (pas physiquement, seulement dans les conversations des pilotes américains) dans l'album Menace au Nord, avant qu'elle ne donne son nom à l'album suivant. Selon Jean-Michel Charlier elle est inspirée du personnage authentique de Hanna Reitsch, pilote d'essai et personnalité de l'aviation allemande.
C'est une aviatrice américaine célèbre pour ses performances et ses records aéronautiques durant l'entre-deux guerres, doublée d'une espionne de haut vol. Elle accumule tous les poncifs du genre de l'espionnage : belle, mystérieuse et sans scrupules : sa vénalité la conduit à trahir son pays sans vergogne. Elle offre donc aux plus offrants ses services et ses renseignements. Elle travaillait pour l'Axe pendant la Seconde Guerre mondiale et fut même la maîtresse d'un amiral japonais (position pudiquement exprimée par « J'ai été très amie avec... »).
Le dessin du personnage évolue au cours des albums pour suivre ceux des canons de la beauté.
Elle a la rancune tenace et en veut à mort à Buck Danny qui fait échouer toutes ses entreprises d'espionnage ou de terrorisme. Alors qu'on la croit systématiquement morte ou définitivement disparue (crash de son jet en mer dans Buck Danny contre Lady X, destruction de son sous-marin dans Un prototype a disparu et dans Ghost Queen, bombardement de sa base dans Tigres volants contre pirates, crash de son hélicoptère dans Tonnerre sur la Cordillère), elle refait surface de façon récurrente. Blonde à ses débuts dans la série (nous sommes dans les années '50/'60 et la mode des brunes décolorées en blondes fait fureur), elle redevient brune à partir de l'album Les Anges bleus et utilise un fume-cigarette. Bronzée par la suite, elle perd avec le dessin de Bergèse ses légendaires yeux « bleu acier » (qui sont un élément capital du diptyque Les Anges bleus/Le Pilote au masque de cuir) pour des prunelles brunes dans Mission Apocalypse puis vertes dans Zone interdite. À partir de cet album et jusqu'à Tonnerre sur la Cordillère, elle est secondée par un gros complice, von Grodtz). Au cours de ses dernières apparitions dans la série, son personnage psychologique évolue quelque peu, mêlant confusément haine et attirance pour son ennemi intime ; elle semble même « en pincer » un peu pour Buck Danny. Depuis La nuit du spectre, elle a retrouvé ses yeux bleus acier et à la fin de l'album Le Pacte, elle se fait bêtement capturer et termine, le crâne rasé et en combinaison orange, dans un établissement carcéral de haute sécurité aux États-Unis (l'ADX Florence, dans le Colorado).
Bien que son apparence physique laisserait supposer le contraire dans les derniers albums, Lady X serait plus agée que Buck Danny qui, jeune adolescent, en 1929, admirait déjà les exploits aéronautiques de Jane Hamilton à travers les revues de l'époque (Le pilote à l'aile brisée).
Si l'âge de Buck s'est stabilisé autour de 43/45 ans, celui de Lady X devrait l'être entre 55 et 60 ans. Dans le diptyque Zone interdite/Tonnerre sur la Cordillère, son apparence physique est plus proche de son âge.

### Personnages récurrents, secondaires ou contextuels
- Colonel (puis général) Ted Morton : supérieur hiérarchique de Buck Danny au cours des 4 derniers épisodes de la Seconde Guerre en tant que commandant de la base des Tigres volants en Chine, entre 1942 et 1945. Puis, dans l'épisode des Pilotes d'essai, devenu général, il commande l'Air Force Base de Springfield et l'escadrille des « Pilotes de la Mort » chargée de tester les prototypes à réaction destinés à l'USAF. Il est, à ce titre, celui qui incite le trio à ré-endosser l'uniforme, après leur démobilisation. Et accepte « à contrecœur » de s'en séparer en 1951 pour qu'ils rejoignent la Corée.
- Les femmes récurrentes (et amies) dans les aventures de Buck Danny :
  - Susan Holmes : la première héroïne de Buck Danny. Elle rencontre Buck Danny pour la première fois lors de la guerre du Pacifique, dans Les Mystères de Midway et intervient dans les quatre albums qui le suivent. Infirmière militaire, elle préfigure (en brune) le personnage de Cindy Mac Pherson (voir ci-après), quoique dans un registre assez différent. En effet, au contraire de cette dernière et conformément aux normes morales[N 1] de l'époque, son intervention est ici dénuée de toute sensualité.
  - Myriam Bint Maahdi[N 2] : fille du Cheik Chekri-El-Maahdi, souverain des Oulaïs en Arabie. Rencontrée dans Les Trafiquants de la mer rouge, et retrouvée deux épisodes plus tard dans Les Gangsters du Pétrole. Elle apporte aux trois pilotes une aide inestimable et le soutien décisif de son père, qui était précisément menacé par ces gangsters.
  - Muriel Hawthorne : jeune et blonde Britannique, agent secret de l'Intelligence Service (Agent XB-16). Aux prises avec Les Trafiquants de la mer rouge, elle contribue efficacement à détruire le gang de Bronstein (et de son acolyte l'émir Hussein) dans Les Pirates du Désert. Par sa trempe et son physique, elle préfigure aussi (un peu) Cindy McPherson.
  - Lieutenant Cindy « Flare » McPherson : la première femme pilote de la marine américaine présentée dans la série. Elle apparaît lors de l'intervention de Buck et de son équipe en Bosnie. C'est un personnage secondaire autour duquel se trament de nombreux complots, mais qui s'avère d'une aide précieuse pour Danny. Amenée (par chantage) à la désertion et à la trahison par Lady X en Bosnie, puis libérée par Tumbler, elle réapparaît dans le double album Zone Interdite et Tonnerre sur la Cordillère comme victime (à nouveau) de Lady X. Notons enfin que son charme ne laisse pas Sonny indifférent. En effet, les aventures de Buck Danny étant historiquement une série des plus masculines, Bergèse semble avoir cédé à la tentation de faire un petit plaisir à ses fans (et à lui-même ?) en introduisant cette splendide blonde à la plastique irréprochable, dont le nom est une référence manifeste à deux des plus célèbres top-modèles de l'époque, Cindy Crawford et Elle MacPherson. Les traits de son visage sont très proches de ceux de la chanteuse et animatrice française Isabelle Morizet (Karen Cheryl). Son call-sign "Flare" (leurre) est un clin d'oeil à son personnage dans L'escadrille fantôme où elle est obligée de jouer un double jeu pour sauver sa fille.
- Contre-amiral Mac Mahon : officier général arborant sa marque[30] à bord du porte-avions Valley Forge durant la guerre de Corée et juste après. Il s'agit d'un personnage historique véridique (Frederick W. McMahon) commandant successivement la 1re, la 3e puis la 5e division de porte-avions de la 7e Flotte et, simultanément, la Task Force 77 (TF77) en opération sous mandat de l'ONU au large des côtes de Corée[31]. Après l'armistice, Buck Danny et ses ailiers sont affectés sur ce porte-avions (non sans une réticence certaine de la part de l'amiral, peu satisfait de l'irruption de terriens dans son état-major de marins). Depuis l'album Un avion n'est pas rentré et jusqu'à celui du Tigre de Malaisie (7 albums), Buck Danny aura servi sous les ordres de ce même amiral. Avec, toutefois, un détachement temporaire à terre sur une base de l'USAF de l'Alaska (Buck Danny contre Lady X).
- Slim Holden, le quatrième "mousquetaire":
  - Depuis sa première apparition dans S.O.S. Soucoupes Volantes, ce pilote accompagne souvent le trio. Il revient en effet dans Prototype FX-13 et Escadrille ZZ, puis dans le cycle du Retour des Tigres volants. Holden réapparaît ensuite dans Le Mystère des avions fantômes et dans le diptyque Les Anges bleus / Le Pilote au masque de cuir, dans L'Escadrille fantôme et une apparition dans Cobra noir. Hurluberlu et de mauvais caractère (mais de forte personnalité), il est peu discipliné et désinvolte avec ses supérieurs (en guise de première présentation face à son chef Buck Danny, il adresse à ce dernier un (trop) familier « Ho !... Salut colonel !… »). Il est issu d'un milieu de notables d'Atlanta (il a un frère juge). Jaloux, colérique, tête brûlée, raciste, alcoolique, frayant parfois avec des personnages peu recommandables, Slim Holden est un personnage complexe qui apparaît comme l'élément discordant du groupe d'amis. Alors que Tumbler est un faire-valoir discret et que Sonny Tuckson joue le rôle du fantaisiste gaffeur, Holden est le reflet sombre de Buck Danny. Sans cesse à la limite de basculer du mauvais côté, il est toutefois sauvé par ses qualités de pilote, par sa bravoure, sa loyauté et par l'amitié indéfectible qui l'unit au trio.
  - D'abord présenté comme capitaine dans l’US Air Force (planche S.V.6, cases C2 et C3), peut-être par simplification destinée à ne pas alourdir le récit, il arbore ensuite (planche S.V.12, case C1) le macaron de casquette de la marine (US Navy). Puis (planches S.V.19 et S.V.20) sa casquette est affublée du macaron de l’USAF. Là s’interrompt sa présence visible dans la série. Il revient dans l’épisode Prototype FX-13, où il a pris (sérieusement) du galon ! Appartenant cette fois clairement à la Navy (macaron de casquette) son insigne de grade (une feuille de chêne couleur argent — Silver Oak Leaf) est celui de commander. Les auteurs avaient probablement (et logiquement) envisagé de ne lui donner un avancement qu'au rang de lieutenant commander et dont l’insigne est identique (une feuille de chêne) mais de couleur or (Gold Oak Leaf). Il semble pourtant que ce saut de deux rangs ne soit pas une erreur (ou due au coloriste de l'éditeur). En effet, au tout début de l’épisode suivant (Escadrille ZZ) les auteurs persistent : Slim Holden porte bel et bien sur ses épaules les trois galons larges de commander. Il se trouve donc être de facto, le deuxième officier le plus élevé en grade de l’escadrille, après son chef Buck Danny. Dans les deux premiers épisodes de la trilogie du Retour des Tigres volants, Slim Holden conserve clairement les insignes de ce même grade. En revanche, dans le dernier épisode (Tigres volants contre pirates, planche P.21B, case C3), il se trouve désigné comme capitaine, ce qui est à la fois une rétrogradation pour lui, et une incohérence terminologique (grade de l'armée, inexistant dans la marine). Après une furtive apparition dans Opération Mercury[32] Slim Holden est seulement cité (non dessiné) dans l’épisode Les Voleurs de Satellites[33], et aucune précision n’y est fournie sur son rang. Il est ensuite représenté (seulement graphiquement) dans Le Mystère des Avions Fantômes avec le grade de (commander) (planche AF.4.A. cases A1 et A2). Toutefois, lorsque Holden rend service à Tuckson, c’est en lui prêtant un uniforme de l’USAF (dont le macaron de casquette) (planche AF.4.B. case D1). Deux pages plus loin (planche AF.6.B. case D2) Buck Danny s'enquiert d'une réservation pour un dîner au restaurant, au nom du capitaine Holden ; un peu plus loin dans ce même épisode, il est également désigné comme capitaine (planche A.F.9.B, case C1) par un opérateur des transmissions. Lors du diptyque Les Anges Bleus / Le Pilote au Masque de Cuir, il s'y confirme que Slim Holden a bien perdu deux rangs et se retrouve effectivement… lieutenant de vaisseau (l'équivalent dans la marine du grade de capitaine). Aucune explication n'est fournie pour cette dégradation. Enfin une nouvelle variation du service d'appartenance de Holden est observée dans Les Anges Bleus. De la planche AB.11 à la planche AB.15 son uniforme est celui de l'Air Force, alors que, de la planche AB.24 à la planche AB.36, c'est à nouveau celui de la marine qu'il porte. On le retrouvera dans L'Escadrille fantôme, sous le crayon de Francis Bergèse. Mais aucun élément de grade ni de service d’appartenance ne peut alors y être relevée. De retour sous la plume de Frédéric Zumbiehl dans l'album Cobra noir, il est alors instructeur de l'USAF dans l'escadron Agressor à Pensacola sur Sukhoi 27 qu'il amène lui-même sur le porte-avions USS Ronald Reagan (CVN-76).
  - L'épisode Escadrille ZZ apporte un élément éclairant sur la biographie de Holden. À la planche ZZ.27 B, un bref résumé de son passé permet de comprendre la raison de son changement de service : ayant quitté l'Armée (donc l'USAAF) après la Seconde Guerre mondiale, Holden a d'abord été embauché comme pilote d'essai par le constructeur aéronautique Mac Dougall, avant de se rengager dans la marine (l'US Navy).
  - Dans l'épisode Air Force One, Slim Holden a quitté l'armée et est devenu pilote pour la socièté privée de location d'avions de combat Black Jet sous le nom de Joe Kowalski.
- Capitaine de vaisseau Vincent P. de Poix : commandant du porte-avions Enterprise, il est représenté dans les trois épisodes[34] où les héros de la série sont embarqués à bord de ce porte-avions. Comme l’amiral Mac Mahon, c’est un personnage véridique (1916-2015), Vincent P. de Poix. Le captain de Poix fut réellement (le premier) commandant du porte-avions nucléaire, de 1961-1963. Dans Le Mystère des avions fantômes, il est d’abord présenté (à tort) comme commodore[35] mais avec des insignes de capitaine de vaisseau. Dans l’épisode suivant (Alerte atomique) ses appellations sont exclusivement en rapport avec sa fonction (Sir ou Skipper), sans évoquer son grade illustré par les Silver Eagles de capitaine de vaisseau. À la fin de l’aventure, le captain de Poix semble avoir été remplacé par un contre-amiral (Halsay).
- Amiral Halbert 'Hal' Walker : personnage récurrent qui fait son entrée dans l'album Mission Apocalypse. En tant que Vice-amiral c'est le commandant des différentes forces aéronavales auxquelles Buck Danny est affecté depuis la reprise de la série par Bergèse. Très intelligent (c'est la moindre des qualités requises à ce niveau de responsabilité) il soutient Danny à fond, et n'hésite pas à risquer ses galons lorsque l'enjeu le mérite. Dans Mission Apocalypse, sa fille Eunice est le sujet d'une farce faite à Sonny. Ce dernier est également la proie systématique du chien de l'amiral, O'Connor. Ronald Reagan en personne semble ne pas affectionner particulièrement ce chien qu'il désigne comme une « Horr... Euh, adorable petite bête » dans Le Feu du Ciel.
- Amiral Hunter : personnage récurrent qui fait son entrée dans l'album Cobra noir. C'est le commandant du porte-avions USS Ronald Reagan (CVN-76) sur lequel Buck Danny est affecté depuis la reprise de la série par Frédéric Zumbiehl. Son attitude est moins chaleureuse que celle des précédents commandants auxquels a eu à faire Buck, et n'apprécie pas les tenues excentriques de Sonny.
- Autres personnages récurrents : le général Scott et Max Maxwell
  - Le Major général (US Air Force) Scott apparaît pour la première fois dans l'épisode L'Escadrille fantôme sous le surnom de « Général X ». Il est le responsable et l'un des organisateurs du groupe secret de F-16 qui effectuent des missions officieuses et sous couvert de l'OTAN contre les troupes serbes autour de Sarajevo. Ce groupe est composé de pilotes américains qui ont des démêlés avec la justice militaire. La plupart de ces pilotes ont été obligés de rejoindre ce groupe pour éviter la cour martiale. Le général Scott revient dans l'épisode de La Nuit du Serpent où il est le coordinateur de la mission secrète de sauvetage organisée pour sauver Max Maxwell (voir ci-après). Il ressort de ces deux histoires que le général Scott est affecté dans les Opérations spéciales. Plus vraisemblablement, il est le responsable ou l'un des officiers de haut rang en poste dans le commandement des opérations spéciales de l’US Air Force. Dans l'album Porté disparu, un agent de la CIA disparaît en action en Afghanistan, au cours d'une enquête sur un commerce illicite d'armes entre l'Afghanistan et l'Iran. Le général Scott réapparaît aussi en tant que responsable de la mission secrète que mènent Danny et ses ailiers pour retrouver cet agent.
  - Lieutenant-colonel (US Air Force) Max « Bloody » Maxwell : C'est dans l'album Les Agresseurs qu'apparaît Max Maxwell pour la première fois. Il y est alors Major dans l'USAF et commande à Nellis AFB la section spéciale du 64e Escadron, dite des « Agresseurs ». Cet escadron de l’US Air Force fournit aux différentes forces aériennes des États-Unis et de l'OTAN un entraînement au combat aérien en conjonction avec les exercices Red Flag. Dans cette histoire Maxwell reçoit dans son groupe Buck Danny, Sonny Tuckson, Jerry Tumbler et le colonel Pavel Ivanovitch Uchinsky, faux transfuge de l'aviation soviétique et pilote de MiG-29 qu'il fournit aux Américains. Dans l'épisode de La Nuit du Serpent, Max Maxwell est lieutenant-colonel. Il vole sur F-16, au 35e Escadron à Kunsan AFB en Corée du Sud. Dans cette aventure, touché par une arme laser secrète nord-coréenne, Maxwell devient temporairement aveugle et s’éjecte au-dessus du territoire de la Corée du Nord. L'USAF organise la mission de son sauvetage impliquant aussi le nouveau F-22 Raptor en cours d'évaluation par Buck Danny et ses camarades. Maxwell est finalement retrouvé caché dans une installation souterraine secrète nord-coréenne et sauvé par Buck Danny avec l'aide d'une femme soldat déserteur nord-coréenne.

La mère et le petit frère de Buck Danny apparaissent pour la première fois dans les premières cases de La Revanche des fils du ciel. Ce ne sont donc pas exactement des personnages récurrents, même si le héros évoquera à nouveau sa mère (à distance) dans Ciel de Corée, planche B.221. case B3. La mère, le père et le petit frère de Buck apparaissent de façon plus large au fil des pages du diptyque Origines, qui revient sur la jeunesse de Buck Danny.
- Interférences avec les personnages d'une autre série :
  - Buck Danny apparaît le premier en clin d'œil dans Escadrille des Cigognes, le quatrième album de la série Tanguy et Laverdure, on le voit à la base américaine de Ratisbonne en Allemagne alors que deux pilotes australiens s'apprêtent à partir pour Dijon afin de tester un avion français, après avoir fait de même avec un avion américain, lui font leurs adieux. Lors d'une expédition au Groenland (Canon Bleu ne répond plus suivi de Cap Zéro), les deux pilotes français font ensuite pour la première fois la connaissance de leurs alter ego américains. On remarquera aussi leur présence dans les nouveaux albums de la série Prisonniers des Serbes, Opération Opium et Rencontre de trois types. Réciproquement, Tanguy et Laverdure sont présents au meeting aérien pakistanais, dans l'épisode Les Anges Bleus et les premières pages de l'épisode Le Pilote au Masque de Cuir, où Sonny Tuckson et Ernest Laverdure auront d'ailleurs une conversation plutôt animée. Enfin une nouvelle série mettant en vedette les héros des deux séries a été lancée et le premier album s'intitule La Rencontre.
  - À vrai dire, on trouve souvent des intrigues et des scènes similaires dans les deux séries, puisque écrites par le même scénariste, Jean-Michel Charlier. Par exemple, dans une aventure de Buck Danny, un avion civil est abattu par erreur, dans le grand Nord, par des pirates qui visaient un transport d'or. Dans un album de Tanguy et Laverdure, un autre avion civil est abattu par erreur par un mercenaire, visant cette fois-ci un dirigeant politique africain. Dans ces deux récits, le héros et ses amis tendent un piège aux pirates du ciel, mais les mauvaises conditions météorologiques viennent contrarier leurs plans.
- Personnages réels :
  - Les présidents des États-Unis Ronald Reagan, Bill Clinton (album no 48), George H. W. Bush (album Les oiseaux noirs 1/2), Dwight Eisemhower (album Le Vol du Rapier) et Kennedy (album no 30) apparaissent de manière plus ou moins marquée dans la série. Ronald Reagan est un personnage-clé dans le triptyque Alerte Nucléaire alors que Bill Clinton n'apparaît que brièvement dans Tonnerre Sur La Cordillère.
  - L'acteur Marlon Brando apparait très briévement dans l'album SOS Soucoupes Volantes (SV.3, vignette B.2).
  - L'ingénieur Clarence "Kelly" Johnson, de chez Lokheed apparait dans le second volet du diptyque Les Oiseaux Noirs.
  - Laurel et Hardy apparaissent sous les traits d'ingénieurs dans le second volet du diptyque Les Oiseaux Noirs.
  - Charles "Chuck" Yeager fait une apparition dans l'album Operation Skyborg.

### Apparitions
Tableau représentant la présence de certains des personnages principaux de la série (C = Série « Classic » ; P = Participant / E = Évoqué)
| Personnage      | 1 | 2 | 3 | 4 | 5 | 6 | 7 | 8 | 9 | 10 | 11 | 12 | 13 | 14 | 15 | 16 | 17 | 18 | 19 | 20 | 21 | 22 | 23 | 24 | 25 | 26 | 27 | 28 | 29 | 30 | 31 | 32 | 33 | 34 | 35 | 36 | 37 | 38 | 39 | 40 | 41 | 42 | 43 | 44 | 45 | 46 | 47 | 48 | 49 | 50 | 51 | 52 | 53 | 54 | 55 | 56 | 57 | 58 | 59 | 60 | C1 | C2 | C3 | C4 | C5 | C6 | C7 | C8 | C9 | C10 |
| Buck Danny      | P | P | P | P | P | P | P | P | P | P  | P  | P  | P  | P  | P  | P  | P  | P  | P  | P  | P  | P  | P  | P  | P  | P  | P  | P  | P  | P  | P  | P  | P  | P  | P  | P  | P  | P  | P  | P  | P  | P  | P  | P  | P  | P  | P  | P  | P  | P  | P  | P  | P  | P  | P  | P  | P  | P  | P  | P  | P  | P  | P  | P  | P  | P  | P  | P  | P  | P   |
| Sonny Tuckson   | - | - | P | P | P | P | P | P | P | P  | P  | P  | P  | P  | P  | P  | P  | P  | P  | P  | P  | P  | P  | P  | P  | P  | P  | P  | P  | P  | P  | P  | P  | P  | P  | P  | P  | P  | P  | P  | P  | P  | P  | P  | P  | P  | P  | P  | P  | P  | P  | P  | P  | P  | P  | P  | P  | P  | P  | P  | P  | P  | P  | P  | P  | P  | P  | P  | P  | P   |
| Jerry Tumbler   | - | - | P | P | P | P | P | P | P | P  | P  | P  | P  | P  | P  | P  | P  | P  | P  | P  | P  | P  | P  | P  | P  | P  | P  | P  | P  | P  | P  | P  | P  | P  | P  | P  | P  | P  | P  | P  | P  | P  | P  | P  | P  | P  | P  | P  | P  | P  | P  | P  | P  | P  | P  | P  | P  | P  | P  | P  | P  | P  | P  | P  | P  | P  | P  | P  | P  | P   |
| Slim Holden     |   |   |   |   |   |   |   |   |   |    |    |    |    |    |    |    |    |    |    | P  |    |    |    | P  | P  | P  | P  | P  | P  | E  |    |    | P  |    |    | P  | P  |    |    |    |    |    |    |    |    | P  |    |    |    |    |    |    | P  |    |    |    |    |    |    | P  |    |    |    |    | P  | P  |    |    | P  | P   |
| Lady X          |   |   |   |   |   |   |   |   |   |    |    |    |    |    |    | E  | P  |    |    |    | P  |    |    |    |    |    | P  | P  |    |    |    |    |    |    |    | P  | P  |    |    | P  | P  | P  | P  |    |    | P  | P  | P  |    |    |    |    |    | P  | P  | P  | P  |    |    |    |    |    |    |    | P  | P  |    |    |    |     |
| Susan Holmes    |   | P |   | P | P | P |   |   |   |    |    |    |    |    |    |    |    |    |    |    |    |    |    |    |    |    |    |    |    |    |    |    |    |    |    |    |    |    |    |    |    |    |    |    |    |    |    |    |    |    |    |    |    |    |    |    |    |    |    |    |    |    | P  |    |    |    |    |    |    |     |
| Cindy McPherson |   |   |   |   |   |   |   |   |   |    |    |    |    |    |    |    |    |    |    |    |    |    |    |    |    |    |    |    |    |    |    |    |    |    |    |    |    |    |    |    |    |    |    |    |    | P  | P  | P  |    | P  | P  | P  |    |    |    |    |    |    |    |    |    |    |    |    |    |    |    |    |    |     |

### Pseudonymes et noms d’emprunt
L'utilisation temporaire de pseudonymes et de noms d’emprunt est un stratagème assez récurrent dans les aventures de Buck Danny. Afin de leur permettre de se confronter, de s’affronter, à des gangs ou à des organisations criminelles, d’une façon anonyme et discrète, les trois héros sont parfois amenés à changer de noms, voire de nationalité, en usant de faux papiers ou en usurpant des identités.
Ainsi en est-il dans Top Secret et Mission vers la Vallée perdue. Ou encore dans Alerte atomique et L’Escadrille de la Mort, puis dans Les Secrets de la mer Noire, L’Escadrille fantôme et enfin dans Porté disparu.
Les identités portées à l’occasion de ces différents épisodes sont, respectivement :
| N°    | Épisode                                  |  | Danny                          | Tumbler                  | Tuckson                    |  | Notes                                                       |
| ----- | ---------------------------------------- |  | ------------------------------ | ------------------------ | -------------------------- |  | ----------------------------------------------------------- |
| 22/23 | Top Secret/Mission vers la Vallée perdue |  | Elvis Custer (Australie)       | ?? (Australie)           | Herbert Layden (Australie) |  | Patronymes non usités au cours de l’action                  |
| 34/35 | Alerte atomique/L’Escadrille de la Mort  |  | Buck Mueller (USA)             | Tumb Lundsen (USA)       | Sonje Borg (Suède)         |  | Identités usurpées de mercenaires « escamotés » par la CIA  |
| 45    | Les Secrets de la mer Noire              |  | Fletcher Evans (USA)           | — — —                    | — — —                      |  |                                                             |
| 46    | L’Escadrille fantôme                     |  | Colonel « Y » (USA)            | — — —                    | Numéro 013 (USA)           |  | En outre, Slim Holden est n° 012                            |
| 52    | Porté disparu                            |  | Kenneth Harrison (Royaume-Uni) | Karl Stumpff (Allemagne) | Robert S. Brady (USA)      |  | En outre Cindy McPherson est Jenny MacCartney (Royaume-Uni) |
| 60    | Air Force One                            |  | ---                            | Jim Ferguson             | ---                        |  | En outre, Slim Holden est Joe Kowalski.                     |

## Analyse

### Thèmes abordés
Le thème des pilotes d'essais testant des prototypes apportant des améliorations technologiques est présent dans plusieurs albums. Il s'inspire de la réalité des années 1950 alors que l'actualité rapporte le vol de plusieurs avions expérimentaux Dassault Mystère II, SO.9000 Trident, Nord 1402 Gerfaut, Nord 1500 Griffon II ou SNCASE SE.212 Durandal.
Le thème des bases militaires secrètes dans le grand nord, comme dans Menace au nord, s'inscrit dans le cadre de la Guerre froide.
La guerre aérienne « irrégulière » est très présente dans les albums de la série. Lady X vend des photographies interdites d'installations militaires, dirige une Société militaire privée qui propose des mercenaires ou cherche à déclencher des guerres pour le service d'industriels, protège la culture du pavot, vole des avions... Les auteurs s'inspirent de la guérilla terrestre pour l'écriture de leurs albums.

### Subterfuges et stratagèmes
Aux yeux des auteurs de la série, une carrière militaire conventionnelle s’avère très vite peu haletante, beaucoup trop routinière et répondant mal aux canons du suspense littéraire. L’héroïsme du quotidien, l’image d’Épinal et le prestige de l’uniforme ne suffisent pas à composer une trame romanesque.
Les auteurs ont donc recours aux subterfuges permettant aux trois héros d’échapper le plus souvent possible à une condition par trop contraignante. C’est ainsi que les trois aviateurs sont rarement des militaires au sens classique et conventionnel du terme, soumis à une hiérarchie pesante, voire tatillonne. Dès que l’occasion ou que les circonstances le leur permettent, ils mènent des actions de francs-tireurs, voire de détectives privés.
Dès la tétralogie des Tigres volants (en Chine), l’essentiel de l’action prend la forme d'une équipée sauvage, loin de la base militaire, loin de toute hiérarchie.
Lorsque le trio se trouve embarqué sur des porte-avions, le cadre semble aux auteurs encore plus étriqué. Au point que leurs héros ne restent (pratiquement) jamais longtemps à bord, et saisissent toutes les occasions propices à un retour à terre (avec ou sans leurs avions).
À la fin des années 1950 et jusqu'au milieu de la décennie 1960, ils pilotent nombre de prototypes à hautes performances, ainsi que l'avion-fusée expérimental North American X-15. Dans les années 1970 au Sarawak (île de Bornéo), ils participent avec succès à une opération antidrogue contre la Mafia. Au cours d'une trilogie du milieu des années 1980, ils déjouent un complot apocalyptique visant, par le déclenchement d'une guerre nucléaire, à l’avènement de la « Société nouvelle » préconisée par une organisation à l'idéologie extrémiste.
En 1996, au sein de l'Escadrille fantôme, ils participent au conflit en l'ex-Yougoslavie. Après quoi, ils s'illustrent en Amérique latine en luttant contre le trafic de drogue et ses implications dans la vie politique d'un pays ressemblant fort à la Colombie. Dans l'US Air Force, ils testent, en conditions opérationnelles (en Corée du Nord), le dernier chasseur américain Lockheed Martin F-22 Raptor avant de revenir (dans l'US Navy), au cours d'une  aventure en Antarctique à leur précédent appareil, le F-18. On les rencontre enfin en Afghanistan, à la recherche d'un agent de la CIA. À cette occasion, on les voit aux commandes d'un Antonov An-2 en très piteux état, et d'un De Havilland Canada DHC-5 Buffalo disparu avec le rapt de l'agent.

### Le réalisme de la série
La série s'est toujours caractérisée par un réalisme extrême des appareils volants dessinés, faisant apparaître les innovations marquantes dès qu'elles étaient connues : appareil VTOL (à décollage et atterrissage vertical), avions furtifs, appareils russes à effet de sol, etc. La rédaction de Spirou s'en amusait tellement qu'elle monta un jour un canular où l'on voyait Victor Hubinon interpellé à son domicile par la CIA souhaitant savoir comment il obtenait une documentation aussi précise !
Les bases militaires (et navales) où sont situées ces aventures ainsi que les bâtiments à bord desquels elles se déroulent sont également pris dans la réalité, correctement et fidèlement décrits : porte-avions de l'US Navy et leurs escorteurs mais aussi des unités aéronavales russes, chinoises et françaises.
Pour certains épisodes, des événements véridiques ne servent pas seulement de cadre contextuel, mais également de thème principal. Ainsi en est-il de la guerre de Bosnie ou la guerre de Corée. Toutefois, pour des raisons politiques (il n'était alors pas « idéologiquement correct » d'évoquer ce conflit, en favorisant le point de vue américain alors même que les forces françaises avaient participé à ce conflit) les deux albums traitant de la guerre de Corée furent interdits en France de 1954 à 1968.
Pour éviter d’encourir à nouveau le risque d’une telle censure, Jean-Michel Charlier inventa par la suite des pays fictifs. Cette astuce lui donna une plus grande liberté vis-à-vis de l'image qu'il pouvait en donner et les événements qu'il pouvait y placer ; ainsi en ira-t-il du Managua, état imaginaire repris d'un épisode de Tanguy et Laverdure qui apparut dans les trois premiers albums de Francis Bergèse puis dans deux autres réalisés après le décès de Charlier.
Le réalisme de la bande dessinée apparaît également dans la documentation technique accompagnant la série : des dispositifs aéronautiques sont expliqués et schématisés pour le lecteur afin qu'il comprenne la série sans forcément être spécialiste (la radiogoniométrie est ainsi expliquée dans l'album Un avion n'est pas rentré, le radio range (en) dans « NC-22654 » ne répond plus, le miroir aux alouettes (en) dans Escadrille ZZ, etc.). De même certains appareils sont détaillés et accompagnés d'une petite notice avec un historique et les principales caractéristiques.
En revanche, la longueur de la carrière militaire des trois héros, de la guerre du Pacifique à nos jours, est fort irréaliste, surtout si l'on songe qu'ils sont censés risquer leur vie à chaque page. On voit notamment qu'ils ont commencé à piloter les P-40 des Tigres volants et pilotent actuellement les avions furtifs F-22 ou F-35. Certes cette longévité est caractéristique de nombreux héros de bande dessinée, comme Tintin, mais celui-ci n'évolue pas dans un contexte aussi réaliste.
En fait, diplômé ingénieur en été 1941, Buck Danny est donc âgé d’environ 23 ans en 1942. L’évolution de sa carrière et sa progression hiérarchique (rapide) le voient colonel en 1953, vers 34 ans. Avec l’expérience, il continue logiquement à mûrir et à « vieillir » un peu, puis parvient à la pleine force de l’âge, associée à une sagesse certaine, vers 1960. Une promotion accordée à un officier d’environ 41 ans à cette date ferait de lui un — très — jeune et brillant général. Comme cette promotion n'est jamais venue, on peut considérer que l'âge de Buck Danny s'est stabilisé autour de 43-45 ans, pour demeurer un — encore — assez jeune colonel. Il conserve donc cet âge de 1962 à nos jours.
Sonny Tuckson est d’emblée plus jeune que Danny, probablement de cinq ans. Tout jeune officier, il commence donc la guerre à l'âge de dix-huit ans. Pour les besoins de la dramaturgie, il reste le plus « gamin » du trio, l'adolescent attardé, le moins mûr (sauf dans les situations tragiques où ses initiatives sont en général très appropriées). Conservant jusqu'au bout sa mentalité juvénile et sa sensualité vigoureuse, il dépasse à peine la trentaine, âge qui semble se stabiliser à partir de 1960.
Officier expérimenté et pilote accompli, Tumbler a probablement, à l’origine, le même âge que Danny, voire un peu plus. Il conserva longtemps un âge voisin, mais vieillit un tout petit peu moins vite que Danny, pour rester en conformité avec son grade plus modeste et son unique (et très tardive) promotion. De 1960 à aujourd'hui, il reste donc un jeune quadragénaire.

### Incohérences de la série
Si la série est très réaliste sur le plan technique ou historique, cela provient aussi et surtout de la précision des reproductions graphiques (avions, bateaux et matériel en général). Or cette précision n'est pas toujours absolue : les détails des avions, des uniformes, des tenues de vol, des casques et masques des pilotes ne sont pas toujours conformes à la réalité et sont parfois anachroniques.
Un exemple historique. Dans l'album Les Japs attaquent, on prend de sérieuses libertés avec la bataille de la mer de Corail pour en faire une vraie victoire américaine. Le grand porte-avions "Ryukaku, orgueil de la flotte nippone", touché par Buck en personne, n’a jamais existé : les avions américains avaient coulé le Shôhô, un porte-avions léger plus petit que le Lexington. Toutefois il faut préciser que cette erreur est probablement liée à une erreur commise à l'époque par les services de renseignements américains (Cf. https://www.secondeguerre.net/articles/navires/jp/pa/na_clashokaku.html).
En outre, le porte-avions japonais Shôkaku n’a pas coulé lors de cette bataille, cf. page 5, même s’il a été endommagé et a dû se retirer.
Il est indiqué aussi que l'appareil de Buck Danny est un F6F Hellcat. Or cet appareil n'a été mis en service qu'en 1943, alors que l'histoire se déroule dans les premiers mois de 1942. En réalité, ce pourrait donc être plutôt un Wildcat F4F.
Le lecteur notera aussi que, selon les besoins du scénario, Buck Danny, Jerry Tumbler et Sonny Tuckson, pilotes de chasse affectés à une flottille lorsqu'ils sont embarqués sur un porte-avions, peuvent « sauter » allégrement d'un type d'appareil à un autre et se retrouver à piloter, par exemple, un hélicoptère de sauvetage, un avion de lutte anti sous-marine ou un avion de veille radar avancée alors que, dans la réalité, ces missions sont dévolues à des équipages spécialisés qu'ils auraient pu, tout au plus, n'accompagner qu'en passagers.
Buck et ses compagnons totalisent un nombre impressionnant de crashs et d'éjections sur tous les types d'appareils (au moins une fois par album !). Un aviateur réel aurait été retiré de la liste des personnels volants depuis longtemps pour raisons médicales ou administratives. Buck, Jerry et Sonny ne doivent de voler encore (pour le plaisir de leurs fans) qu'à leur statut d'aviateurs de papier.
Dans l'album Menace au Nord, les héros rencontrent des manchots dans l'arctique. Ceci est en désaccord avec l'aire de répartition de ces animaux (hémisphère sud).
Toutefois, ces inexactitudes se feront de plus en plus rares au cours de la série, et disparaitront quasiment lorsque Bergèse succédera à Hubinon.

#### L'US Navy
Ignorant sans doute que la marine (l'US Navy) dispose en propre d'une force aérienne distincte de celle de l'armée (US Army), et peu conscient des différences entre ces deux services (organisation, grades…), Georges Troisfontaines, premier scénariste de la série, conduit son héros à s'engager comme pilote dans l'« American Air Force » (en fait, l'US Army Air Force) mais l'affecte sur un porte-avions, donc dans l'US Navy. Cette confusion ne sera jamais clairement démêlée, même avec les scénarios de J.M. Charlier. Ce dernier introduit un temps la logique « terrestre » lorsque dans La Revanche des Fils du Ciel Buck Danny se retrouve comme pilote de l'USAAF, au sein des Tigres volants. Démobilisé à la fin de la guerre, il s'engage à nouveau dans l'US Air Force (Pilotes d'Essai) avant d'être à nouveau (et durablement) détaché auprès de la Navy (Un avion n'est pas rentré).
Également lors de la réalisation du premier épisode (Les Japs attaquent), Georges Troisfontaines, méconnaissant la structure de commandement de l'US Navy (et de la marine en général), assimilait un porte-avions à une base aérienne flottante. Il en attribuait donc le commandement à un colonel (planches J.009.A et J.011.B) au lieu d'un captain. Quelques planches plus loin (J.017.A, case A2), persistant dans la confusion, les auteurs placent une manche à air sur le devant de l'îlot du Yorktown, alors que cet équipement, typique des aérodromes terrestres mais totalement superflu sur un porte-avions, ne s'y voit jamais. Sur la planche suivante (J.018.A), le commandant du porte-avions est présenté avec la désignation correcte de « captain. » mais avec des étoiles de contre-amiral et un uniforme de « terrien ». On apprend quelques strips plus loin que l'officier en question est un authentique personnage historique (le contre-amiral Fletcher). Il ne pouvait donc pas s'agir du commandant du porte-avions, mais plutôt du commandant du task-group (CTG) auquel était alors rattaché le Yorktown. L’erreur de l'attribution du commandement de porte-avions à un officier général (de marine) persista très longtemps (tout au long de la série) et jusqu’à la fin de l’époque Victor Hubinon. À partir des épisodes postérieurs à la guerre de Corée les auteurs se sont en effet cru obligés de subordonner leur héros à un officier titulaire (au minimum) d’un grade supérieur au sien. Or, trop vite promu au grade de colonel (équivalent à capitaine de vaisseau dans la marine), Buck Danny ne pouvait plus avoir qu’un officier général comme supérieur direct. À bord des porte-avions, cela impliquait donc qu’un amiral soit son chef.
Dans la réalité, le marin commandant le porte-avions peut être captain sans que cela interdise de placer le colonel Danny sous ses ordres. Cette situation, assez fréquente, s’exprime par l'aphorisme : « La fonction prime (sur) le grade ».
Toutefois, Jean-Michel Charlier et Victor Hubinon s'amendèrent à trois reprises. Tout d'abord au début de l'épisode Tigres volants à la rescousse, avec la discrète et brève apparition d'un capitaine de vaisseau (anonyme) à bord du porte-avions Saratoga. Bien que ce ne soit pas précisé, on peut raisonnablement supposer qu'il s'agit du commandant du bâtiment. C'est ici la toute première occasion de la série de rétablir la vérité sur la structure de commandement des unités de l'US Navy. Ensuite, dans Le Mystère des avions fantômes, le commandement du porte-avions Enterprise est correctement attribué à un officier d'un rang adapté - et un personnage véridique qui plus est (le capitaine de vaisseau Vincent P. de Poix). Toutefois, portant effectivement les insignes de capitaine de vaisseau, le commandant est, à tort, désigné par le titre de commodore.
Enfin à l'occasion de la trilogie antimafia Vallée de la Mort verte, Requins en Mer de Chine, Ghost Queen, on voit apparaître le skipper du porte-avions (USS Ranger). Ce dernier, logiquement subordonné à l'amiral, trouve enfin toute son importance en prenant des décisions de son ressort, et en se posant clairement en supérieur direct de Buck Danny. Succédant à l'amiral relevé de ses attributions (Requins en Mer de Chine, planche R.21), il détient ensuite l'entière responsabilité des opérations.
L’écueil de la confusion sera subtilement évité lorsque Bergèse assuma la postérité de la série, et qu'il prit le temps de soigner de nombreux détails (uniformes, tenues de vol, dessins exacts d'avions, de bateaux...) jusque-là négligés par ses prédécesseurs. En particulier les commandants de porte-avions apparurent ès fonctions, discrètement d’abord, puis avec une présence progressivement plus marquée sur leur bâtiment. Ils restèrent toutefois totalement dans l’ombre de l’amiral.
Dans Le Feu du Ciel Charlier et Bergèse mettent en scène le capitaine de vaisseau J.H. Hunt, commandant du porte-avions John F. Kennedy, sans pourtant désigner sa fonction autrement que par le surnom de skipper. Toujours commandant du porte-avions John F. Kennedy, le même captain Hunt est de retour dans Les Agresseurs (planches A.22 à A.25).
Aucune indication n’est donnée pour identifier le commandant du porte-avions Theodore Roosevelt, en scène dans Les Secrets de la mer Noire.
Déployé en Méditerranée puis en mer des Antilles, le porte-avions Dwight D. Eisenhower opère sous les ordres d’un commandant montré mais non nommé. Le rôle de ce dernier dans l’épisode L’Escadrille fantôme (planches EF3B et EF4A) y est aussi discret que dans Tonnerre sur la Cordillère (planche TC.34A).
Dans l’épisode Mystère en Antarctique, le commandant (anonyme) du porte-avions Harry S. Truman est brièvement montré, mais son rôle reste totalement effacé.
Dans l’épisode Cobra Noir, l'amiral (anonyme) du porte-avions Ronald Reagan accueille froidement les héros pour leur nouvelle affectation. On retrouvera le même amiral John Hunter dans le diptyque La nuit du Spectre et Defcon One puis dans l'album le Pacte!.

#### Autres incohérences
Dans l'album L'escadrille fantôme (46), planche EF.23B, les pilotes McPherson et Lewis en mission au-dessus de la Bosnie sont mystérieusement abattus. Mais planche EF.35B, ils deviennent Lewis et Jackson dans les pensées de Tumbler, aux commandes de son F.18. Toujours dans ce même album, planche EF.46B, on retrouve l'un des pilotes de F.14 mercenaire iranien que Lady X avait recruté dans l'album Les pilotes de l'Enfer (planches PE.42B et PE.43B) et censé avoir été abattu et tué en vol dans l'album Le feu du ciel (planches FC.42 et FC.44).
Page 7 de Mission Apocalypse, Bergèse fera peindre une coursive par un matelot en tenue de sortie no 1 blanche (planche MA.5B). Cette erreur sera corrigée quelques pages plus loin et quelques albums plus tard dans Les Secrets de la mer Noire (planches 3B et 24B).
Le positionnement de certaines bases est parfois fantaisiste : la base d'essai de Patuxent River est supposée située au sud de la Californie (près de San Diego), alors qu'en réalité elle se trouve sur la côte Est dans le Maryland, à proximité de la baie de Chesapeake.
Vers la fin de l’épisode, la localisation de cette base paraît cependant moins certaine encore. En effet, au cours d'un dimanche de détente les protagonistes de l'aventure se rendent, en automobile, à une grande fête en plein air à San Jacinto  pour y rencontrer Pamela Knickerboom, la « fiancée » de Sonny. Or San Jacinto se situe au Texas, à proximité de Houston (Il existe cependant un autre San Jacinto en Californie à 80 miles au Nord de San Diego).
Parfois les sources historiques ne sont pas vérifiées. Ainsi voit-on dans l’album (26) Le Retour des Tigres volants une citation historique erronée : un vétéran de la Guerre du Pacifique (le lieutenant de vaisseau Bert N.) évoque un de ses faits d’armes en le situant à bord du porte-avions Wasp en 1943. Or, à cette période de la guerre, le premier USS Wasp (CV-7) avait déjà été coulé (par un sous-marin japonais, en septembre 1942). Et l'USS Wasp (CV-18), second du nom, n’était pas encore déployé en opérations : il ne le sera qu’en début de 1944. De même, à deux reprises, la méconnaissance des services de renseignement et de contre-espionnage américains est évidente : le Bureau des services stratégiques (l'OSS, Office of Strategic Services) est en effet cité comme partie agissante des épisodes Top Secret (page T.S.21 B., case C1) publié en 1958 et Le Retour des Tigres volants (page T.V.14 B., case C2) publié en 1961 ; alors que l'OSS a été démantelé en 1945, puis remplacé par la CIA en 1947.
En règle générale, les histoires se déroulent dans le contexte historique de leur publication ou en sont inspirées ; la chronologie des albums ne fait pas apparaître d’invraisemblance flagrante.

#### Les Modex ou numérotation des avions
Le système de repérage des appareils de l'aviation embarquée de l'US Navy est désigné par l'acronyme Modex (en). Il demeure inconnu des auteurs jusqu'à l'épisode no 16 Menace au Nord. Jusque là, les avions des squadrons de Buck Danny volent sans identification visuelle sur la carlingue. La première apparaît dans Menace au Nord, à la case MEN.17 D1.
Alors découverte, cette notion n'est toutefois pas comprise, en particulier pour l'appareil du chef de squadron. Ce dernier devrait porter le numéro 101, ou le 201 : le premier chiffre (1 ou 2) caractérisant la spécialité de la formation (chasse…), les deux suivant correspondant au rang du pilote dans la squadron (01 = commandant, 02 = officier en second,… 05 = cinquième officier, dans l'ordre d'ancienneté…).
Le premier F9F Panther attribué à Buck Danny porte ainsi le numéro 121 (page MEN.19, case D2) comme si le héros de la série était le vingt et unième pilote de sa formation. Changeant de monture, quelques pages plus loin (page MEN.36, case D2) Danny pilote à présent un F9F numéroté 117. Soit celui du dix-septième pilote de la flottille. Cet appareil sera perdu en fin d'épisode.
Dans l'épisode Alerte en Malaisie, Danny pilote un F9F portant un numéro 203, déjà un peu plus réaliste que les précédents. Mais plusieurs de ses ailiers ont des F9F numérotés 7xx ou 3xx (au lieu de 1xx ou 2xx). Le 203 sera perdu à la page I.M.37. case D1.
Dans l'épisode suivant (Le Tigre de Malaisie) Danny prend le manche d'un F9F numéroté 325. Double fantaisie, car le "3" correspond à une flottille d'attaque (quoique le Panther ait effectivement eu cette fonction pendant la Guerre de Corée) ; et "25" à l'avion du vingt-cinquième pilote du squadron. Du fait de son poste de Commander Air Group (CAG) à bord des porte-avions sur lesquels il est affecté, l'appareil de Danny devrait porter un modex 100, ou 200 (dit "double nuts"), généralement dédié à cette fonction (cet avion est désigné sous le nom de CAG Bird).

### Technique et pratique de pont d'envol

#### Catapultes et accélérateurs
L'emploi de l'accélérateur d'envol s'est généralisé sur les porte-avions, lorsque les avions embarqués sont devenus de plus en plus lourds (en ordre de vol) et leur portance plus faible ; ce qui fut le cas des appareils à réaction (les "jets") dès le début des années 1950.
Or, embarqué sur le USS Valley Forge (CV-45), Buck Danny n'en use pas au cours de l'épisode Un avion n'est pas rentré ; les catapultes du porte-avions n'entreront en action que dans l'épisode suivant, Patrouille à l'aube (planche PAT.2., case D1).

#### Barrière de sécurité
Bien que Buck Danny soit revenu dans l'aéronautique navale depuis 1954, certaines techniques et pratiques propres aux porte-avions modernes demeurent étrangères aux auteurs de la série.
En particulier et dans le cas des porte-avions dotés d'une piste oblique, l'intérêt de cette innovation ne paraît pas toujours compris :
- Dans Escadrille ZZ, on voit un entraînement à terre aux appontage[N 9] s'effectuer avec la barrière de sécurité levée a priori (planche ZZ.13) alors que cette disposition ne s'impose qu'en situation de détresse ; ce qui provoque de mauvaises présentations de la part des pilotes, qui semblent impressionnés par ce qu'ils perçoivent comme un obstacle risqué ; alors qu'elle est au contraire supposée leur garantir la sécurité.
- Toujours dans Escadrille ZZ, deux planches plus loin (ZZ.15 et ZZ.16) tandis que, précisément, se présente une situation de détresse (l'appareil en présentation ne dispose plus de sa crosse d'appontage), au lieu de profiter de la vertu essentielle de la barrière de sécurité (déjà levée) pour arrêter l'avion, la barrière est abaissée (d'urgence) - peut-être pour éviter d'endommager l'appareil[N 10] ? En profitant de toute la longueur normale de la piste, incomparablement plus longue qu'une piste de porte-avions ? Mais ce n'est pas formellement indiqué comme tel.
- Accessoirement, les essais d'appontage ASSP des planches ZZ.13 à ZZ.16 semblent être des entraînements basiques, dédiés à des pilotes embarqués débutants, quand bien même les pilotes d'essai de l'escadrille ZZ sont supposés être des pilotes chevronnés[49].
- Curieusement, lorsque son emploi s’avère indispensable (au début de l'épisode suivant, Le Retour des Tigres Volants), il n'en est pas fait usage, alors qu'elle aurait arrêté l'appareil en perdition de Tumbler. Au lieu de quoi, son Crusader se trouve précipité à la mer.
- Pourtant l'utilité de la barrière de sécurité n'était pas méconnue ni incomprise dans une aventure précédente : au début de Top Secret[50] tandis qu'il est en approche du porte-avions, l'appareil de Tuckson est désemparé, et la barrière de sécurité est alors bien levée ; elle ne servira cependant pas.

## Albums

### La collection originale
Liste des albums parus chez Dupuis. La date de publication est celle de l'album, qui suit généralement de peu la fin de la parution dans l'hebdomadaire Spirou.
Dessin de Victor Hubinon, scénario de Jean-Michel Charlier
1. Les Japs attaquent, 1948 (treize premières pages écrites par Georges Troisfontaines)
2. Les Mystères de Midway, 1948
3. La Revanche des Fils du Ciel, 1950
4. Les Tigres volants, 1951
5. Dans les griffes du dragon noir, 1951
6. Attaque en Birmanie, 1952
7. Les Trafiquants de la mer rouge, 1952
8. Les Pirates du désert, 1952
9. Les Gangsters du pétrole, 1953
10. Pilotes d'essai, 1953
11. Ciel de Corée, 1954
12. Avions sans pilotes, 1954
13. Un avion n'est pas rentré, 1954
14. Patrouille à l'aube, 1955
15. « NC-22654 » ne répond plus, 1957
16. Menace au Nord, 1957
17. Buck Danny contre Lady X, 1958
18. Alerte en Malaisie, 1958
19. Le Tigre de Malaisie, 1959
20. S.O.S. soucoupes volantes !, 1959
21. Un prototype a disparu, 1960
22. Top secret, 1960
23. Mission vers la vallée perdue, 1960
24. Prototype FX-13, 1961
25. Escadrille ZZ, 1961
26. Le Retour des Tigres volants, 1962
27. Les Tigres volants à la rescousse !, 1962
28. Tigres volants contre pirates, 1962
29. Opération « Mercury », 1964
30. Les Voleurs de satellites, 1964
31. X-15, 1965
32. Alerte à Cap Kennedy, 1965
33. Le Mystère des avions fantômes, 1966
34. Alerte atomique, 1967
35. L'Escadrille de la mort, 1967
36. Les Anges bleus, 1970
37. Le Pilote au masque de cuir, 1971
38. La Vallée de la mort verte, 1973
39. Requins en Mer de Chine, 1977
40. Ghost Queen, 1979

Dessin de Francis Bergèse, scénario de Jean-Michel Charlier
1. Mission Apocalypse, 1983
2. Les Pilotes de l'enfer, 1984
3. Le Feu du ciel, 1986
4. Les « Agresseurs », 1988

Dessin de Francis Bergèse, scénario de Jacques de Douhet
1. Les Secrets de la mer Noire, 1994

Dessin et scénario de Francis Bergèse
1. L'Escadrille fantôme, 1996
2. Zone interdite, 1998
3. Tonnerre sur la cordillère, 1999
4. La Nuit du serpent, 2000
5. Sabotage au Texas, 2002
6. Mystère en Antarctique, 2005
7. Porté disparu, 2008

Dessin de Francis Winis, scénario de Frédéric Zumbiehl
1. Cobra noir, 2013

Dessin de Gil Formosa, scénario de Frédéric Zumbiehl
1. La Nuit du Spectre, 2015
2. Defcon One, 2016
3. Vostok ne répond plus, 2018
4. Opération Vektor, 2019
5. Le Pacte !, 2021
6. Programme Skyborg, 05.2022
7. Air Force One, 11.2023

Dessin de Sébastien Philippe, scénario de Frédéric Zumbiehl
1. Traque en haute altitude, 01.2025

### Éditions intégrales
Les aventures de Buck Danny ont également été publiées sous forme d'intégrales à trois reprises.
La première édition, appelée Tout Buck Danny, fut publiée par Dupuis de 1983 à 1989 pour les treize premiers volumes et de 1998 à 2006 pour les trois derniers. Chaque volume comprend entre deux et quatre albums, constituant la plupart du temps une aventure complète, voire deux aventures complètes quand il y a quatre albums. Les bandes dessinées y sont précédées d'un texte qui indique les sources d'inspiration de Charlier, les techniques de dessin d'Hubinon, diverses anecdotes sur les auteurs, ou qui replace l'œuvre dans le contexte de l'époque (celui de la guerre de Corée, par exemple). Toutes les couvertures ont été illustrées par Francis Bergèse.
En plus des histoires reprises dans les albums simples, certains recueils contiennent de courts récits, en rapport ou non avec Buck Danny, parfois humoristiques. Les albums suivent l'ordre chronologique, à l'exception d’X-15, le trente et unième album, qui a été intégré au Tout Buck Danny no 8, car il évoque des essais de prototype, comme les deux autres albums de ce tome (Prototype FX13 et Escadrille ZZ). Porté disparu, paru après le seizième volume de l'intégrale, n'y figure pas. Le projet a reçu le prix des lecteurs de Bédésup catégorie « meilleure réédition » en 1984
La deuxième édition fut proposée par les éditions Rombaldi en douze tomes entre 1987 et 1989. Les couvertures bleues portent toutes la même enluminure dorée figurant outre la tête de Danny, un insigne militaire.
Une troisième intégrale, simplement titrée Buck Danny L'intégrale, est proposée depuis 2010 par Dupuis. Elle reprend la série dans l'ordre chronologique avec, dans chaque album, une riche introduction de plusieurs pages rédigée par Patrick Gaumer. Les albums sont édités dans une version identique à la première édition : ils en reprennent la couverture (y compris 4e), les illustrations de page de garde et les publicités (pour le journal de Spirou ou le catalogue Dupuis), éventuellement reproduites en fac-similés. Des récits courts y sont également inclus. Les couvertures sont simplement celles d'un des albums de la série. Le 12e tome de la série a été publié aux éditions Dupuis le 7 juillet 2017 et le 13e le 17 août 2018.
| Album                                   | Tout Buck Danny                         | Intégrale Rombaldi | L'Intégrale |
| --------------------------------------- | --------------------------------------- | ------------------ | ----------- |
| 1. Les Japs attaquent                   | 1. La Guerre du Pacifique (1re partie)  | 11                 | 1           |
| 2. Les Mystères de Midway               | 1. La Guerre du Pacifique (1re partie)  | 11                 | 1           |
| 3. La Revanche des Fils du Ciel         | 1. La Guerre du Pacifique (1re partie)  | 1                  | 2           |
| 4. Les Tigres volants                   | 2. La Guerre du Pacifique (2e partie)   | 1                  | 2           |
| 5. Dans les griffes du dragon noir      | 2. La Guerre du Pacifique (2e partie)   | 1                  | 2           |
| 6. Attaque en Birmanie                  | 2. La Guerre du Pacifique (2e partie)   | 1                  | 2           |
| 7. Les Trafiquants de la mer rouge      | 3. Les Aviateurs démobilisés            | 2                  | 3           |
| 8. Les Pirates du désert                | 3. Les Aviateurs démobilisés            | 2                  | 3           |
| 9. Les Gangsters du pétrole             | 3. Les Aviateurs démobilisés            | 2                  | 3           |
| 10. Pilotes d'essai                     | 4. La Guerre de Corée                   | 2                  | 3           |
| 11. Ciel de Corée                       | 4. La Guerre de Corée                   | 3                  | 4           |
| 12. Avions sans pilote                  | 4. La Guerre de Corée                   | 3                  | 4           |
| 13. Un avion n'est pas rentré           | 5. Pilotes de porte-avions              | 3                  | 4           |
| 14. Patrouille à l'aube                 | 5. Pilotes de porte-avions              | 3                  | 4           |
| 15. « NC-22654 » ne répond plus         | 5. Pilotes de porte-avions              | 4                  | 5           |
| 16. Menace au Nord                      | 6. De l'Extrême-Nord à l'Extrême-Orient | 4                  | 5           |
| 17. Buck Danny contre Lady X            | 6. De l'Extrême-Nord à l'Extrême-Orient | 4                  | 5           |
| 18. Alerte en Malaisie                  | 6. De l'Extrême-Nord à l'Extrême-Orient | 5                  | 6           |
| 19. Le Tigre de Malaisie                | 6. De l'Extrême-Nord à l'Extrême-Orient | 5                  | 6           |
| 20. S.O.S. Soucoupes volantes           | 7. Vols vers l'inconnu                  | 5                  | 6           |
| 21. Un prototype a disparu              | 7. Vols vers l'inconnu                  | 5                  | 6           |
| 22. Top secret                          | 7. Vols vers l'inconnu                  | 6                  | 7           |
| 23. Mission vers la vallée perdue       | 7. Vols vers l'inconnu                  | 6                  | 7           |
| 24. Prototype FX-13                     | 8. Pilotes de prototypes                | 6                  | 7           |
| 25. Escadrille ZZ                       | 8. Pilotes de prototypes                | 6                  | 7           |
| 26. Le Retour des Tigres volants        | 9. Le Retour des Tigres volants         | 7                  | 8           |
| 27. Les Tigres volants à la rescousse ! | 9. Le Retour des Tigres volants         | 7                  | 8           |
| 28. Tigres volants contre pirates       | 9. Le Retour des Tigres volants         | 7                  | 8           |
| 29. Opération « Mercury »               | 10. Missions « Top Secret »             | 7                  | 8           |
| 30. Les Voleurs de satellites           | 10. Missions « Top Secret »             | 8                  | 9           |
| 31. X-15                                | 8. Pilotes de prototypes                | 8                  | 9           |
| 32. Alerte à Cap Kennedy                | 10. Missions « Top Secret »             | 8                  | 9           |
| 33. Le Mystère des avions fantômes      | 10. Missions « Top Secret »             | 8                  | 9           |
| 34. Alerte atomique                     | 11. Missions à très haut risque         | 9                  | 10          |
| 35. L'Escadrille de la mort             | 11. Missions à très haut risque         | 9                  | 10          |
| 36. Les Anges bleus                     | 11. Missions à très haut risque         | 9                  | 10          |
| 37. Le Pilote au masque de cuir         | 11. Missions à très haut risque         | 9                  | 10          |
| 38. La Vallée de la mort verte          | 12. Mission aérienne anti-mafia         | 10                 | 11          |
| 39. Requins en Mer de Chine             | 12. Mission aérienne anti-mafia         | 10                 | 11          |
| 40. Ghost queen                         | 12. Mission aérienne anti-mafia         | 10                 | 11          |
| 41. Mission Apocalypse                  | 13. Alerte nucléaire                    | 12                 | 12          |
| 42. Les Pilotes de l'enfer              | 13. Alerte nucléaire                    | 12                 | 12          |
| 43. Le Feu du ciel                      | 13. Alerte nucléaire                    | 12                 | 12          |
| 44. Les Agresseurs                      | 14. Ennemis intérieurs                  | 12                 | 12          |
| 45. Les Secrets de la mer Noire         | 14. Ennemis intérieurs                  | 13                 | 13          |
| 46. L'Escadrille fantôme                | 15. Zones de combat                     | 13                 | 13          |
| 47. Zone interdite                      | 15. Zones de combat                     | 13                 | 13          |
| 48. Tonnerre sur la Cordillère          | 15. Zones de combat                     | 13                 | 13          |
| 49. La Nuit du serpent                  | 16. Embrouilles en temps de paix        | 14                 | 14          |
| 50. Sabotage au Texas                   | 16. Embrouilles en temps de paix        | 14                 | 14          |
| 51. Mystère en Antarctique              | 16. Embrouilles en temps de paix        | 14                 | 14          |
| 52. Porté Disparu                       | -                                       | 14                 | 14          |
| 53. Cobra noir                          | -                                       | -                  | -           |
| 54. La Nuit du Spectre                  | -                                       | -                  | -           |
| 55. Defcon One                          | -                                       | -                  | -           |
| 56. Vostok ne répond plus               | -                                       | -                  | -           |
| 57. Opération Vektor                    | -                                       | -                  | -           |
| 58. Le Pacte !                          | -                                       | -                  | -           |
| 59. Opération Skyborg                   | -                                       | -                  | -           |
| 60. Air Force One                       | -                                       | -                  | -           |
| 61. Traque en haute altitude            |                                         |                    |             |

### Chronologie des aventures
| Album                                         | Fait historique | Date historique               |
| --------------------------------------------- | --- | ----------------------------- |
| 1. Les Japs attaquent, 1948                   | Attaque de Pearl Harbor à la Bataille de la mer de Corail                                                          | Novembre 1941 au 8 mai 1942   |
| 2. Les Mystères de Midway, 1948               | fin de la Bataille de la mer de Corail à la Bataille de Midway                                                     | 8 mai au 7 juin 1942          |
| O1. Le pilote à l'aile brisée, 2022           | après la bataille de Midway                                                                                        | juin 1942                     |
| 3. La Revanche des Fils du Ciel, 1950         | Annexion de la Birmanie par le Japon                                                                               | Fin 1942 à début 1943         |
| 4. Les Tigres volants, 1951                   | État de Birmanie                                                                                                   | Fin 1943 à début 1944         |
| 5. Dans les griffes du dragon noir, 1951      | État de Birmanie                                                                                                   | 1944                          |
| 6. Attaque en Birmanie, 1952                  | Offensive de Birmanie                                                                                              | Octobre 1944, fin d'août 1945 |
| C3. Les fantômes du soleil levant, 2016       | Bombardements atomiques d'Hiroshima et de Nagasaki, reddition du Japon                                             | 2 septembre 1945              |
| C4. L'île du diable, 2017                     | | Automne 1945                  |
| 7. Les Trafiquants de la mer rouge, 1952      | Quelques mois après leurs démobilisations                                                                          | Début 1946                    |
| 8. Les Pirates du désert, 1952                | | 1947                          |
| 9. Les Gangsters du pétrole, 1953             | | 1947                          |
| 10. Pilotes d'essai, 1953                     | Le premier exemplaire de F-86E Sabre a volé le 23 septembre 1950.                                                  | 1950                          |
| 11. Ciel de Corée, 1954                       | Guerre de Corée (25 juin 1950 – 27 juillet 1953)                                                                   | Hiver 1950/1951               |
| 12. Avions sans pilote, 1954                  | Guerre de Corée.                                                                                                   | Hiver 1950/1951               |
| C1. Sabre sur la Corée, 2013                  | Guerre de Corée. Sur l'USS Boxer avec des F-86E Sabre                                                              | Printemps 1952                |
| C2. Duel sur Mig Alley, 2014                  | Guerre de Corée. Sur l'USS Boxer avec des F-86E Sabre                                                              | Printemps 1952                |
| C7. Sea Dart, 2020                            | 1er vol du Convair XF2Y Sea Dart en avril 1953                                                                     | Printemps 1953                |
| C8. Le repaire de l'aigle, 2021               | Sur l'USS Valley Forge avec des Panthers F9F                                                                       | Printemps 1953                |
| 13. Un avion n'est pas rentré, 1954           | Après l'armistice de Panmunjeom le 27 juillet 1953. Sur l'USS Valley Forge avec des Grumman F9F Cougar             | Eté 1953                      |
| 14. Patrouille à l'aube, 1955                 | Sur l'USS Valley Forge avec des Panthers F9F                                                                       | Eté 1953                      |
| 15. « NC-22654 » ne répond plus, 1957         | Sur l'USS Valley Forge avec des Panthers F9F                                                                       | Hiver 1955/1956               |
| 16. Menace au Nord, 1957                      | Sur l'USS Valley Forge avec des Panthers F9F                                                                       | Hiver 1955/1956               |
| 17. Buck Danny contre Lady X, 1958            | Sur l'USS Valley Forge avec des Panthers F9F                                                                       | Hiver 1955/1956               |
| 18. Alerte en Malaisie, 1958                  | Sur l'USS Valley Forge avec des Panthers F9F                                                                       | Fin 1956                      |
| 19. Le Tigre de Malaisie, 1959                | Sur l'USS Valley Forge avec des Panthers F9F                                                                       | Fin 1956                      |
| 20. S.O.S. Soucoupes volantes, 1959           | Sur l’USS Forrestal                                                                                                | 1957                          |
| 21. Un prototype a disparu, 1960              | Sur l’USS Forrestal                                                                                                | 1957                          |
| 22. Top secret, 1960                          | Annexion chinoise du tibet 1958/1959. F9F-8 Cougar a été retiré du service en première ligne en 1958-59.           | Fin 1958                      |
| 23. Mission vers la vallée perdue, 1960       | Annexion chinoise du tibet 1958/1959                                                                               | Fin 1958                      |
| C.9 Le vol du Rapier                          | Sur l’USS Forrestal. Vought F-8 Crusader mis en service en mars 1957.                                              | 1958                          |
| C.10 Molotok-41 Ne répond plus                | Sur l’USS Forrestal et USS Franklin D. Roosevelt modernisé. Mikoyan-Gourevitch MiG-19PM mis en production en 1957. | 1958                          |
| 24. Prototype FX-13, 1961                     | premier vol du prototype A-5 Vigilante le 31 août 1958                                                             | 1959                          |
| 25. Escadrille ZZ, 1961                       | | 1959                          |
| 26. Le Retour des Tigres volants, 1962        | Sur l'USS Saratoga (CV-60)                                                                                         | 1960/1961                     |
| 27. Les Tigres volants à la rescousse !, 1962 | Sur l'USS Saratoga (CV-60)                                                                                         | 1960/1961                     |
| 28. Tigres volants contre pirates, 1962       | Sur l'USS Saratoga (CV-60)                                                                                         | 1960/1961                     |
| C5. Opération Rideau de fer, 2018             | Sur l'USS Saratoga (CV-60)                                                                                         | octobre 1961                  |
| C6. Alerte Rouge, 2019                        | Construction du mur de Berlin                                                                                      | octobre 1961                  |
| 29. Opération « Mercury », 1964               | Programme Mercury                                                                                                  | 1962                          |
| 30. Les Voleurs de satellites, 1964           | Programme Mercury                                                                                                  | 1962                          |
| 31. X-15, 1965                                | Programme X-15 | 1963                          |
| 32. Alerte à Cap Kennedy, 1965                | Fusée Saturn I | 1964                          |
|                                               | Lyndon B. Johnson président des États-Unis                                                                         |                               |
| 33. Le Mystère des avions fantômes, 1966      | Programme A-12 | Début 1965                    |
|                                               | USS Enterprise | Après 1962                    |
| 34. Alerte atomique, 1967                     | Inspiré de l’accident nucléaire de Palomares ?                                                                     | 1967                          |
| 35. L'Escadrille de la mort, 1967             | 2 ans après Le Mystère des avions fantômes                                                                         | 1967                          |
| 36. Les Anges bleus, 1970                     | Blue Angels sur F11F                                                                                               | 1967                          |
| 37. Le Pilote au masque de cuir, 1971         | Blue Angels sur F11F et anniversaire de l'armée de l'air pakistanaise en 1947                                      | 1967                          |
| 38. La Vallée de la mort verte, 1973          | A-7 Corsair II | Après le 5. juin 1968         |
| 39. Requins en Mer de Chine, 1977             | Guerre contre l'héroïne                                                                                            | Après 1974 (date incertaine)  |
| 40. Ghost queen, 1979                         | Guerre contre l'héroïne                                                                                            | Après 1974 (date incertaine)  |
| 41. Mission Apocalypse, 1983                  | Conférence de Cancún du 22 au 23 octobre 1981                                                                      | Octobre 1981                  |
| 42. Les Pilotes de l'enfer, 1984              | Conférence de Cancún                                                                                               | Octobre 1981                  |
| 43. Le Feu du ciel, 1986                      | Conférence de Cancún                                                                                               | Octobre 1981                  |
| 44. Les Agresseurs, 1988                      | Après la présentation publique du Mig-29, déclin de l'URSS                                                         | Entre 1986 et 1988            |
| HS. Les oiseaux noirs, 2017                   | peu avant la chute du mur de Berlin                                                                                | 1989 (fin le 09/11/1989)      |
| 45. Les Secrets de la mer Noire, 1994         | Après la chute de l'URSS, Russie                                                                                   | Après 1991                    |
| 46. L'Escadrille fantôme, 1996                | Bombardements de la Bosnie-Herzégovine par l'OTAN en 1995                                                          | Août–septembre 1995           |
| 47. Zone interdite, 1998                      | Recrudescence du trafic de drogue aux États-Unis                                                                   |                               |
| 48. Tonnerre sur la Cordillère, 1999          | Recrudescence du trafic de drogue aux États-Unis, Bill Clinton président des USA                                   |                               |
| 49. La Nuit du serpent, 2000                  | Tensions autour des incidents de Yeonpyeong, 1er vol inaugural de présérie du F-22 Raptor le 7 septembre 1997      | 1999–2002                     |
| 50. Sabotage au Texas, 2002                   | Pré-production F-22 Raptor                                                                                         | Avant janvier 2003            |
| 51. Mystère en Antarctique, 2005              | Porte-avions Charles de Gaulle. Retrait du Grumman F-14 Tomcat de l'US navy en 2006.                               | 2001-2006                     |
| 52. Porté Disparu, 2008                       | Guerre d'Afghanistan (2001-2021),                                                                                  | Après 2001                    |
| 53. Cobra noir, 2013                          | Programme nucléaire iranien, mise en service du Soukhoï Su-34 en 2013                                              | 2013                          |
| 54. La Nuit du Spectre, 2015                  | Tensions avec la Chine, premier vol du Chengdu J-20 le 11 janvier 2011                                             | Après 2011                    |
| 55. Defcon One, 2016                          | Tensions avec la Chine, premier vol du Chengdu J-20 le 11 janvier 2011                                             | Après 2011                    |
| 56. Vostok ne répond plus, 2018               | Essais en conditions réelles du F-35B en 2016                                                                      | Après 2016                    |
| 57. Opération Vektor, 2019                    | | Après 2016                    |
| 58. Le Pacte !, 2021                          | | Après 2016                    |
| 59. Opération Skyborg                         | |                               |
| 60. Air Force One                             | |                               |
| 61. Traque en haute altitude                  | |                               |

## Buck Danny «Classic»
Une nouvelle série des aventures de Buck Danny existe depuis 2014. Elle retrace l'aventure des trois héros dans le passé, en revenant aux racines du succès : au moment de la guerre de Corée pour les deux premiers tomes, à la fin de la Seconde Guerre mondiale pour les deux tomes suivants puis pendant la guerre froide. Généralement, ces nouvelles aventures s'intercalent chronologiquement entre les aventures existantes de la collection originale.
Dessin de Jean-Michel Arroyo, scénario de Frédéric Zumbiehl
1. Sabre sur la Corée, 2014
2. Duel sur Mig Alley, 2014

Dessin de Jean-Michel Arroyo, scénario de Frédéric Marniquet et Frédéric Zumbiehl
1. Les fantômes du soleil levant, 2016
2. L'Île du Diable, 2017
3. Opération rideau de fer, 2018
4. Alerte rouge, 2019

Dessin de André Le Bras, scénario de Frédéric Marniquet et Frédéric Zumbiehl
1. Sea Dart, 2020
2. Le repaire de l'aigle, 2021
3. Le Vol du Rapier. 2022
4. Molotok-41 ne répond plus. 2023
5. L'Ombre rouge. 2024[57]
6. Atomic City. 2025[58]

## Buck Danny «Origines»
Une nouvelle mini-série des aventures de Buck Danny existe depuis 2022. Elle reprend les débuts en 1942 de celui qui deviendra le héros Buck Danny. Dans le Pacifique, celui-ci rencontre le jeune Lieutenant John F. Kennedy et nous apprenons que son père, Walt Danny, était un Allemand d'origine danoise qui a émigré aux USA après la Première Guerre Mondiale, pendant laquelle il a servi comme pilote de chasse pour l'armée prussienne.
- 1 Le Pilote à l'aile brisée, Dupuis, 2022
Scénario : Yann - Dessin : Giuseppe De Luca - Couleurs :  Ketty Formaggio, Valeria Tenaga Romanazzi -  (ISBN 979-10-34764-55-6)
- 2 Le Fils du Viking noir, Dupuis, 2023
Scénario : Yann - Dessin : Giuseppe De Luca - Couleurs :  Ketty Formaggio, Valeria Tenaga Romanazzi -  (ISBN 979-10-34767-46-5)
- 3 Sonny Tuckson 1/2 - Air Race Pilot, Dupuis, 2024
Scénario : Patrice Buendia, Frédéric Zumbiehl - Dessin : Giuseppe De Luca - Couleurs :  Ketty Formaggio -  (ISBN 978-2-8085-0191-0)

## Hors-série
Dessin de Hubinon Victor , scénario de Charlier Jean-Michel
HS01 - Histoires courtes de 1946-1969, Dupuis, 2020
HS02 - Histoires courtes de 1968-1969, Dupuis, 2020
Dessin de Sébastien Philippe, scénario de Patrice Buendia et Frédéric Zumbiehl
1. La rencontre, 2016 (16 pages, aventure commune de Buck Danny et Tanguy et Laverdure)

Une BD inédite de 16 pages racontant la première aventure commune de Tanguy et Laverdure avec Buck Danny en 1965. Édition hors commerce, ne peut être commercialisé séparément du fourreau et réalisée spécialement pour ce fourreau regroupant le tome 3 de Buck Danny « Classic » et le tome 1 de Tanguy et Laverdure « Classic ».

## Les oiseaux noirs (achèvement)
À la mort de Charlier en 1989, 16 planches avaient été dessinées et 26 planches scénarisées. Pour les 70 ans de la série, l'album laissé inachevé par Jean-Michel Charlier et Francis Bergèse est repris par Francis Bergèse avec le scénariste courant de la série, Frédéric Zumbiehl (Buck Danny et Buck Danny « Classic ») et le scénariste de Tanguy et Laverdure « Classic », Patrice Buendia.
1. Les oiseaux noirs 1/2, 2017, scénario Jean-Michel Charlier, Frédéric Zumbiehl, Patrice Buendia, dessin Francis Bergèse
2. Les oiseaux noirs 2/2, 2017, scénario Patrice Buendia, Frédéric Zumbiehl, dessin André Le Bras

## Les avions de Buck Danny
La série suit l'évolution de l'aviation de la Seconde Guerre mondiale à nos jours. En conséquence, les appareils mis en scène sont généralement les plus modernes de leur temps, mais certaines circonstances obligent à mettre en scène des appareils nettement moins performants.
La quasi-totalité des avions de l'US Navy ou de l'US Air Force sont présents dans les aventures de Buck Danny.
La série n'aborde pas les bombardements stratégiques ou la dissuasion nucléaire du Strategic Air Command.

## Les porte-avions de Buck Danny
La série suit également l'évolution de l'aéronavale de la Seconde Guerre mondiale à nos jours. Les porte-avions sur lesquels sert Buck Danny sont généralement les plus modernes.
| N° | Titre de l'album                    | Porte-avion                                                            | Notes |
| -- | ----------------------------------- | ---------------------------------------------------------------------- | ----- |
| 1  | Les Japs attaquent                  | USS Lexington (CV-2)                                                   |       |
| 1  | Les Japs attaquent                  | USS Saratoga (CV-3)                                                    |       |
| 1  | Les Japs attaquent                  | USS Yorktown (CV-5)                                                    |       |
| 1  | Les Japs attaquent                  | Shokaku                                                                |       |
| 1  | Les Japs attaquent                  | Ryukaku, porte-avions japonais imaginaire                              |       |
| 2  | Les Mystères de Midway              | USS Yorktown (CV-5)                                                    |       |
| 2  | Les Mystères de Midway              | USS Hornet (CV-8)                                                      |       |
| 2  | Les Mystères de Midway              | USS Enterprise (CV-6)                                                  |       |
| 2  | Les Mystères de Midway              | Akagi                                                                  |       |
| 2  | Les Mystères de Midway              | Hiryū                                                                  |       |
| 2  | Les Mystères de Midway              | Kaga                                                                   |       |
| 2  | Les Mystères de Midway              | Sōryū                                                                  |       |
| 3  | La Revanche des Fils du Ciel        | Deux porte-avions légers non identifiés (un américain et un japonais). |       |
| 4  | Les Tigres volants                  | Pas de porte-avion dans cet album.                                     |       |
| 5  | Dans les griffes du dragon noir     | Pas de porte-avion dans cet album.                                     |       |
| 6  | Attaque en Birmanie                 | Pas de porte-avion dans cet album.                                     |       |
| 7  | Les Trafiquants de la mer rouge     | Pas de porte-avion dans cet album.                                     |       |
| 8  | Les Pirates du désert               | Pas de porte-avion dans cet album.                                     |       |
| 9  | Les Gangsters du pétrole            | Pas de porte-avion dans cet album.                                     |       |
| 10 | Pilotes d'essai                     | Pas de porte-avion dans cet album.                                     |       |
| 11 | Ciel de Corée                       | Pas de porte-avion dans cet album.                                     |       |
| 12 | Avions sans pilotes                 | Pas de porte-avion dans cet album.                                     |       |
| 13 | Un avion n'est pas rentré           | USS Valley Forge (CV-45)                                               |       |
| 14 | Patrouille à l'aube                 | USS Valley Forge (CV-45)                                               |       |
| 15 | « NC-22654 » ne répond plus         | USS Valley Forge (CV-45)                                               |       |
| 16 | Menace au Nord                      | USS Valley Forge (CV-45)                                               |       |
| 17 | Buck Danny contre Lady X            | USS Valley Forge (CV-45)                                               |       |
| 18 | Alerte en Malaisie                  | USS Valley Forge (CV-45)                                               |       |
| 19 | Le Tigre de Malaisie                | USS Valley Forge (CV-45)                                               |       |
| 20 | S.O.S. soucoupes volantes !         | USS Forrestal (CVA-59)                                                 |       |
| 21 | Un prototype a disparu              | USS Forrestal (CVA-59)                                                 |       |
| 22 | Top secret                          | USS Forrestal (CVA-59)                                                 |       |
| 23 | Mission vers la vallée perdue       | USS Forrestal (CVA-59)                                                 |       |
| 24 | Prototype FX-13                     | Pas de porte-avion dans cet album.                                     |       |
| 25 | Escadrille ZZ                       | Pas de porte-avion dans cet album.                                     |       |
| 26 | Le Retour des Tigres volants        | USS Saratoga (CVA-60)                                                  |       |
| 27 | Les Tigres volants à la rescousse ! | USS Saratoga (CVA-60)                                                  |       |
| 28 | Tigres volants contre pirates       | USS Saratoga (CVA-60)                                                  |       |
| 29 | Opération « Mercury »               | USS Forrestal (CVA-59)                                                 |       |
| 30 | Les Voleurs de satellites           | USS Forrestal (CVA-59)                                                 |       |
| 31 | X-15                                | USS Forrestal (CVA-59)                                                 |       |
| 32 | Alerte à Cap Kennedy                | Pas de porte-avion dans cet album.                                     |       |
| 33 | Le Mystère des avions fantômes      | USS Enterprise (CVN-65)                                                |       |
| 34 | Alerte atomique                     | USS Enterprise (CVN-65)                                                |       |
| 35 | L'Escadrille de la mort             | USS Enterprise (CVN-65)                                                |       |
| 36 | Les Anges bleus                     | USS Coral Sea (CV-43)                                                  |       |
| 37 | Le Pilote au masque de cuir         | Pas de porte-avion dans cet album.                                     |       |
| 38 | La Vallée de la mort verte          | USS Ranger (CV-61)                                                     |       |
| 39 | Requins en Mer de Chine             | USS Ranger (CV-61)                                                     |       |
| 40 | Ghost Queen                         | USS Ranger (CV-61)                                                     |       |
| 41 | Mission Apocalypse                  | USS John F. Kennedy (CV-67)                                            |       |
| 42 | Les Pilotes de l'enfer              | USS John F. Kennedy (CV-67)                                            |       |
| 43 | Le Feu du ciel                      | USS John F. Kennedy (CV-67)                                            |       |
| 44 | Les « Agresseurs »                  | USS John F. Kennedy (CV-67)                                            |       |
| HS | Les oiseaux noirs                   | USS Midway (CV-41)                                                     |       |
| 45 | Les Secrets de la mer Noire         | USS Theodore Roosevelt (CVN-71)                                        |       |
| 45 | Les Secrets de la mer Noire         | Amiral Kouznetsov (063)                                                |       |
| 46 | L'Escadrille fantôme                | USS Dwight D. Eisenhower (CVN-69)                                      |       |
| 47 | Zone interdite                      | USS Dwight D. Eisenhower (CVN-69)                                      |       |
| 48 | Tonnerre sur la cordillère          | USS Dwight D. Eisenhower (CVN-69)                                      |       |
| 49 | La Nuit du serpent                  | Pas de porte-avion dans cet album.                                     |       |
| 50 | Sabotage au Texas                   | Pas de porte-avion dans cet album.                                     |       |
| 51 | Mystère en Antarctique              | USS Harry S. Truman (CVN-75)                                           |       |
| 51 | Mystère en Antarctique              | Charles de Gaulle (R.91)                                               |       |
| 52 | Porté disparu                       | Pas de porte-avion dans cet album.                                     |       |
| 53 | Cobra noir                          | USS Ronald Reagan (CVN-76)                                             |       |
| 54 | La Nuit du Spectre                  | USS Ronald Reagan (CVN-76)                                             |       |
| 54 | La Nuit du Spectre                  | Liaoning (16)                                                          |       |
| 55 | Defcon One                          | USS Ronald Reagan (CVN-76)                                             |       |
| 55 | Defcon One                          | Liaoning (16)                                                          |       |
| 56 | Vostok ne répond plus               | USS Ronald Reagan (CVN-76)                                             |       |
| 56 | Vostok ne répond plus               | Charles de Gaulle (R.91)                                               |       |
| 57 | Opération Vektor                    | Charles de Gaulle (R.91)                                               |       |
| 58 | Le Pacte !                          | USS Ronald Reagan (CVN-76)                                             |       |
| 58 | Le Pacte !                          | Charles de Gaulle (R.91)                                               |       |
| 58 | Le Pacte !                          | Amiral Kouznetsov (063)                                                |       |
| 59 | Programme Skyborg                   | Pas de porte-avions dans cet album.                                    |       |
| 60 | Air Force One                       | Pas de porte-avions dans cet album.                                    |       |